# Ókori egyiptomi templomépítészet

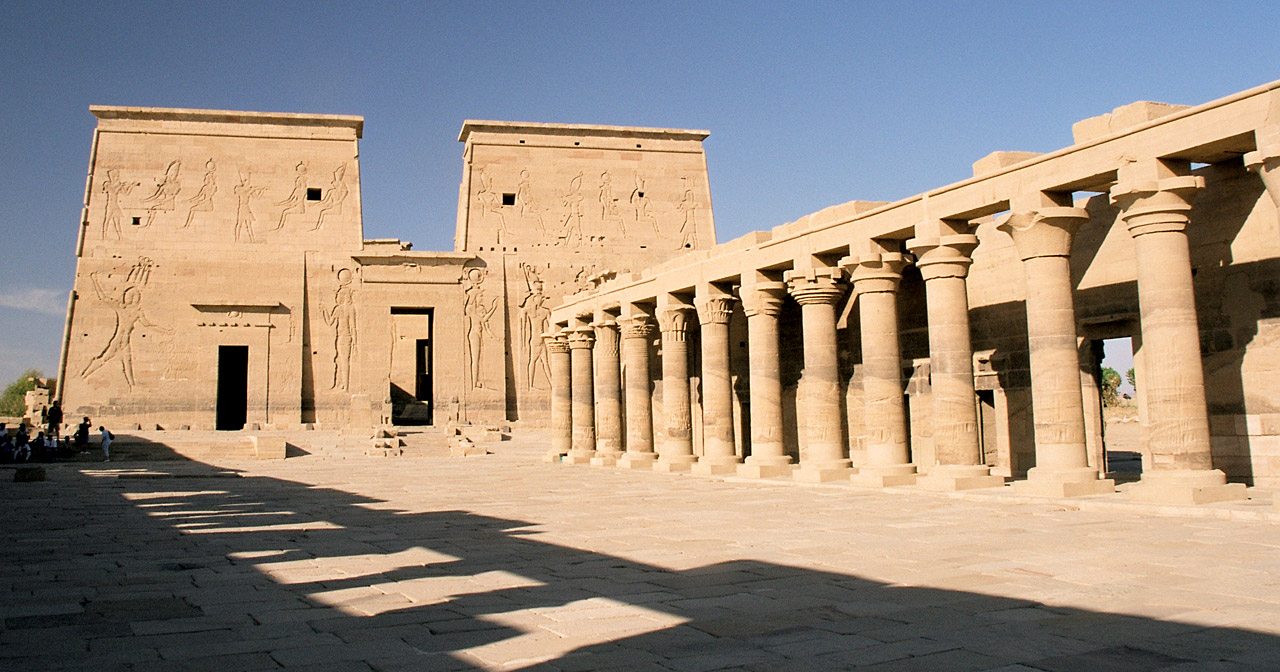
A philae-i templom első pülónja

Az ókori Egyiptom napjainkra fennmaradt épületeinek jelentős részét templomok teszik ki, mivel ezek kőből épültek, míg a világi épületek, még a paloták is könnyebben pusztuló anyagokból. Az egyiptomi templomok szerkezete, az egy tengelyre felfűződő elemek és sorrendjük viszonylag korán kialakult, és a birodalom egész történelme során nagyrészt változatlan maradt. A bonyolult jelképrendszerrel rendelkező templom egyfajta mikrokozmosz volt, több eleme a teremtést és a megújulást szimbolizálta, egyben kaput is képezett az emberek és az istenek világa között.
Barry Kemp az egyiptomi templomépítészet fejlődését négy jól elkülöníthető szakaszra osztotta: szabályost megelőző, korai szabályos, érett szabályos és késői szabályos. A királyi halotti templomok már a korai fáraókor idején elérték a korai szabályos szakaszt, míg a kisebb, kevésbé jelentős vidéki templomok még a Középbirodalom idején is a szabályost megelőző mintát követték, ezután azonban elérték a királyi templomok összetettségét és az Újbirodalom idején már mindkét épülettípus az érett szabályos, a görög-római korban pedig a késői szabályos stílusban fejlődött tovább.

## Az egyiptomi templomok története

### Predinasztikus kor

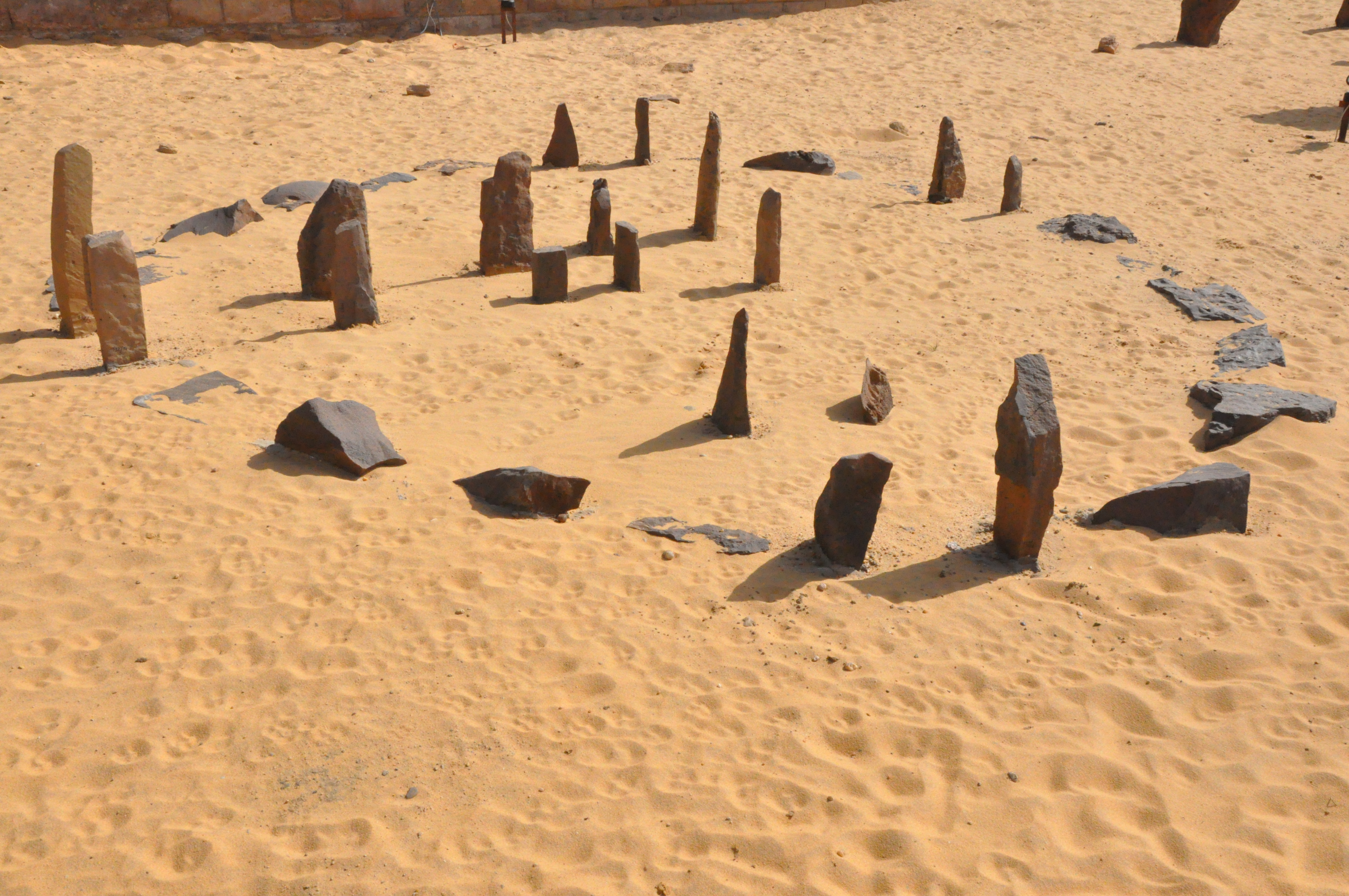
Nabta Playa naptárkövei rekonstruálva Asszuán múzeumában

Afrika legkorábbi, vélhetőleg kultikus jelentőségű építményei a Nabta Playa lelőhely kb. 7000 éves álló kövei Abu Szimbeltől 100 km-re nyugatra. A lelőhelyet Fred Wendorf és Romuald Schild tárta fel. A „nabtai komplexum” funkciójára számos elméletet állítottak fel. A körben elhelyezett állókövek amellett, hogy naptárként szolgáltak, feltehetőleg vallási jelentőséggel is bírtak, de nem deríthető ki, építői az ókori egyiptomiak ősei voltak-e és hitükben gyökerezett-e az óegyiptomi vallás.
Az első ismert templom, mely már az ókori egyiptomi valláshoz köthető, a felső-egyiptomi Nehen (görög nevén Hierakónpolisz) temploma. Nehen i. e. 3500 körül Egyiptom talán legfontosabb települése volt, a lelőhelyen olyan fontos leletek kerültek elő, mint például a Narmer-paletta. Nehen temploma téglalap alaprajzú volt, előtte ovális, kb. 32×13 méteres területű udvar helyezkedett el, melyet iszappal burkolt sáskerítés vett körül. Az udvarban volt egy szent domb, mely a teremtés vizéből kiemelkedő világot jelképezte, valamint egy oszlop, melyen zászló lobogott vagy totemszobor volt a tetején. A templomépület előtt 12 méter magas zászlótartó faoszlopok álltak. A zászlórudak mellett az egyiptomi templomok egy másik jellegzetességét is meg lehet már figyelni ezen a korai templomon: hátrafelé lejtő teteje a későbbi templomok befelé fokozatosan ereszkedő tetejére emlékeztet.
Nehen alsó-egyiptomi megfelelője Pe (Butó) városa volt. Ennek legkorábbi temploma még nem került elő, de úgy tűnik, a felső-egyiptomi magas, keskeny, íves tetejű templomokkal ellentétben itt szélesebb, alacsonyabb épületeket emeltek. A III. dinasztia idején Dzsószer piramistemplomában mindkét épülettípus megjelenik az egyiptomiak hagyománytiszteletének példájaként.
Korai épületekről tudomásunk van a felső-egyiptomi Abüdoszban, Ozirisz kultuszhelyén is. Itt legalább tíz épület datálható a predinasztikus korra, illetve az első két dinasztia idejére. A magas téglafallal körülvett, kb. 65×122 méteres területen a szentélyépületen kívül valószínűleg szent domb is emelkedett. A kerítőfal díszes keleti oldala feltehetőleg a királyi palota homlokzatát utánozta, innen a díszítőmotívum neve: palotahomlokzat. A királysírokhoz tartozó épületkomplexumnak részét képezte az az udvar is, ahol az uralkodót rituálisan megfiatalító szed-ünnep lezajlott.

### Óbirodalom

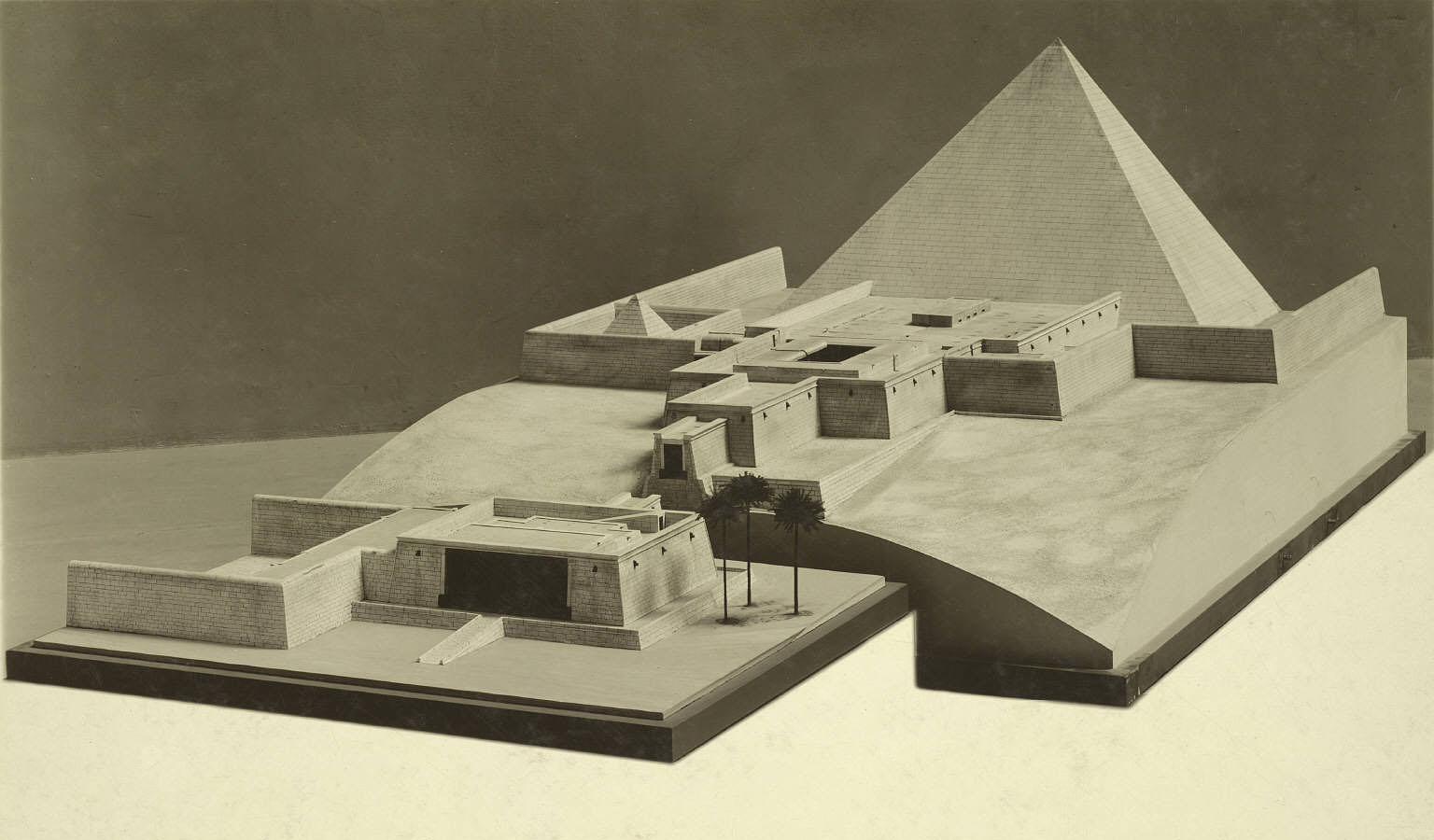
Szahuré piramisa és temploma (modell)

Az Óbirodalom idején a királyi székhelytől távolabb eső kultusztemplomok még nem követték a királyok számára épülő templomok megkötöttségeit, elrendezésük gyakran szokatlan, a királyi templomoknál azonban már megjelennek azok az elemek, melyek Egyiptom egész történelme folyamán végigkísérik a halotti templomokat. A korszak jelentős épületei a piramisegyüttesekhez tartozó templomok. A Nílus vagy az oda vezető csatorna partján állt az épületkomplexum bejárata, a völgytemplom, innen fallal övezett út vezetett az elhunyt király kultuszának szentelt halotti templomhoz. A halotti templom eleinte a piramis északi vagy déli oldalánál épült, a IV. dinasztia idején alakult ki a templomok kelet-nyugati tájolása. Hafré idején már megtalálhatóak azok az elemek, melyek később is jellemzőek a királyi halotti templomokra: a bejárati csarnok, az oszlopos udvar és ezen túl a szentély a király szobraival.

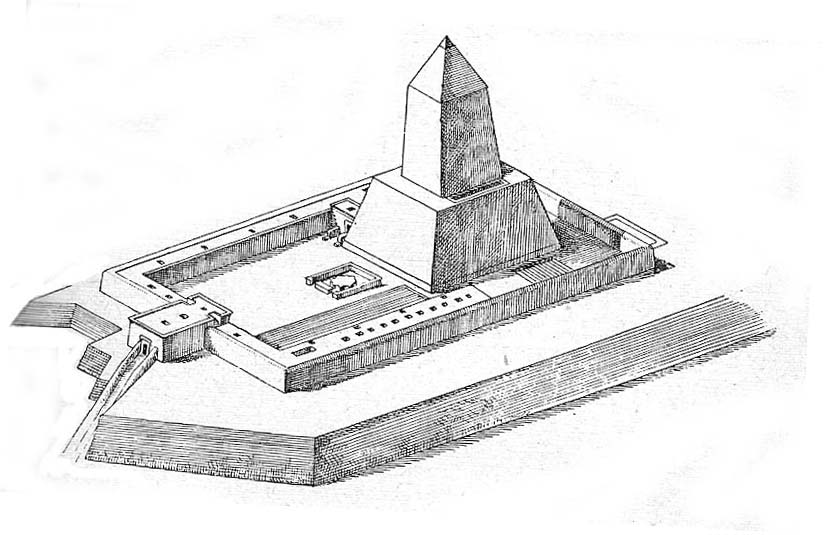
Niuszerré naptemploma (rekonstrukciós rajz)

A halotti templom egy változata a naptemplom. A naptemplomokat az V. dinasztia idején épültek, és az elhunyt uralkodó Ré napisten birodalmában töltött örök életével álltak kultikus kapcsolatban. Hasonlítottak a piramisegyüttesekhez, de központjukban piramis helyett hatalmas obeliszk állt, előtte áldozati oltárral. Összesen hatról tudunk, ebből négyet nem találtak meg; felismerhető formában egyedül Niuszerré temploma maradt Abu Gurábban; ebből következtetünk a többire. Niuszerré temploma a piramistemplomokhoz hasonlóan kelet-nyugati tájolású, mellette napbárka-makett állt.

### Középbirodalom

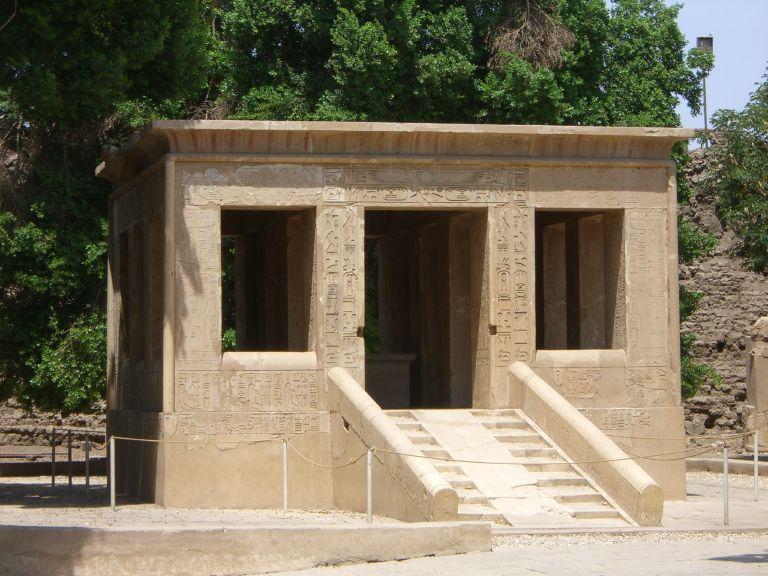
Szenuszert fehér kápolnája

A Középbirodalom idejéből a nagy építkezések ellenére kevés templom maradt fenn, mert az ekkor épülteket később vagy lebontották, vagy átépítették és most későbbi templomok részét képezik. Volt azonban, amelynek elemeit sikerült azonosítani és kibontani az épületből, melyhez felhasználták, így állították helyre például I. Szenuszert ún. Fehér kápolnáját, amelynek köveit egy pülónba építették be.
A fontosabb változások közé tartozik, hogy elterjedtté vált a kőből építkezés (korábban csak a templomok egyes elemei készültek kőből), és az alaprajzok egyre szimmetrikusabbá váltak. Sok az archaizáló vonás.
A Középbirodalom egyik legkorábbi épülete, II. Mentuhotep halotti temploma és sírja Dejr el-Bahariban található. Az épület, mely ritka a korszak építményei közül azzal, hogy nagyrészt megmaradt eredeti formájában, több későbbi épületnek szolgált mintául teraszos elrendezésével; közülük a leghíresebb az újbirodalmi Hatsepszut halotti temploma. A Középbirodalom idején jelenik meg az udvar–oszlopcsarnok–szentély hármasság, ami aztán az Újbirodalom templomépítészetét is jellemzi.

### Újbirodalom

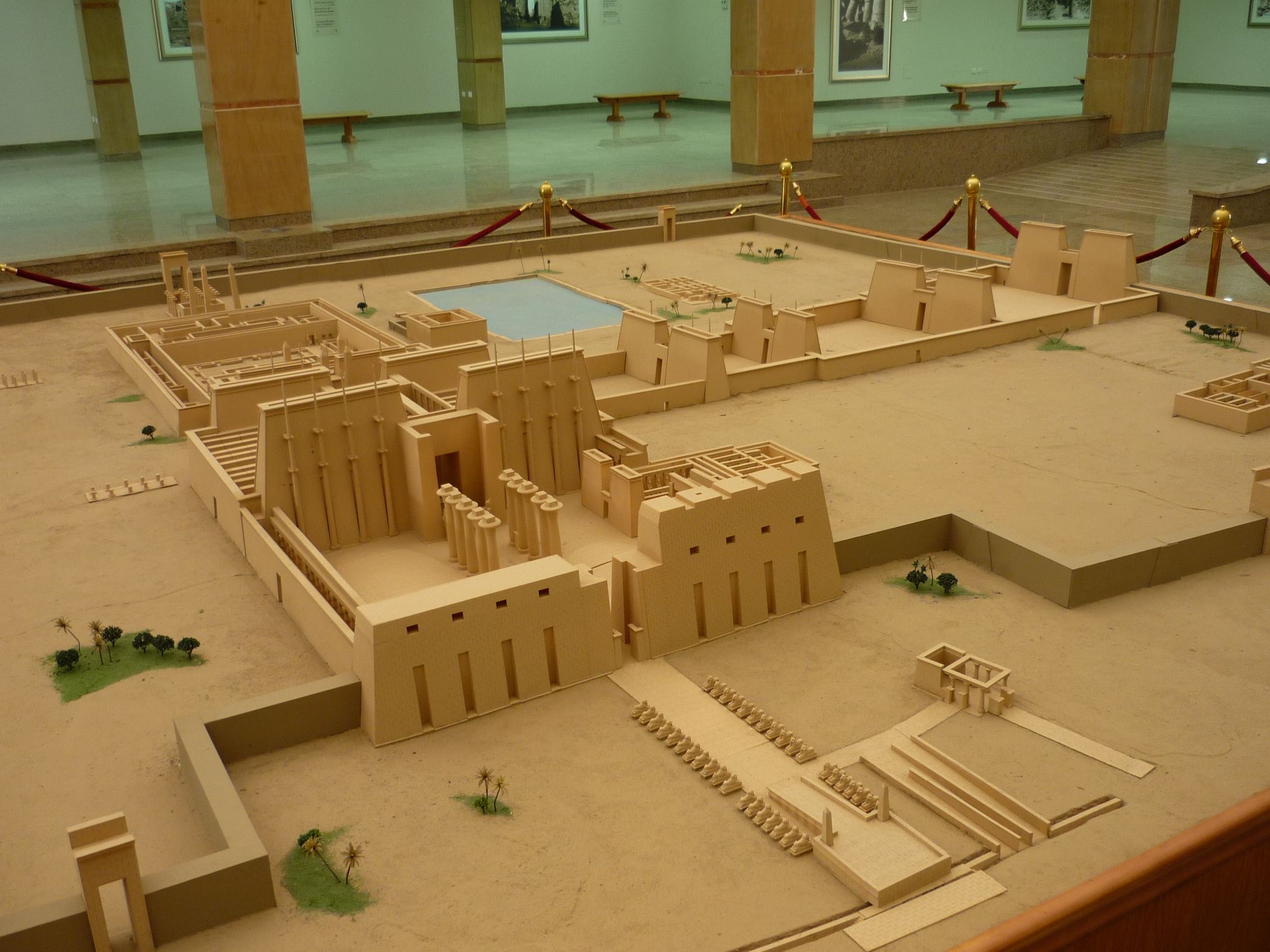
A karnaki templom modellje

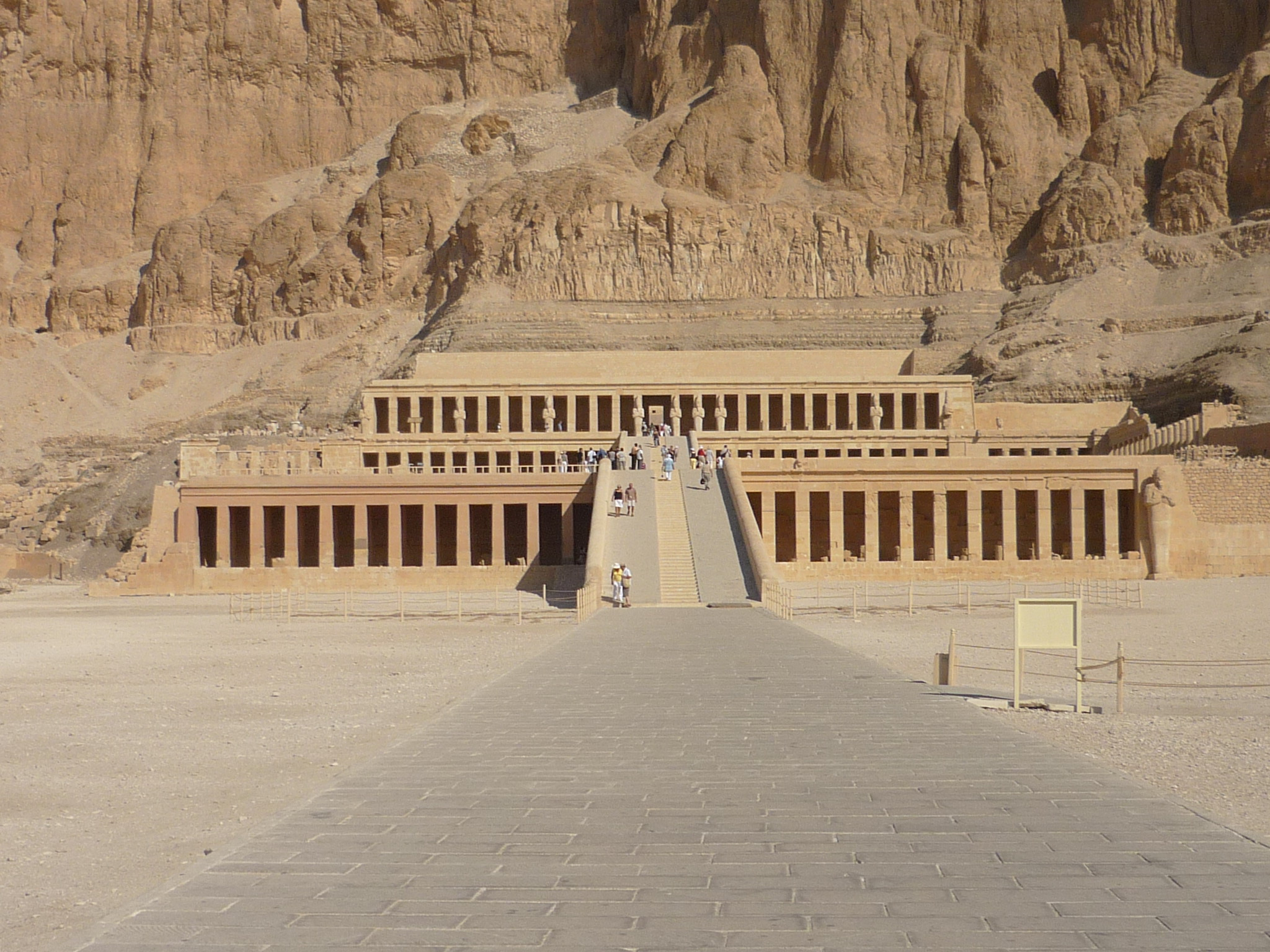
Hatsepszut temploma

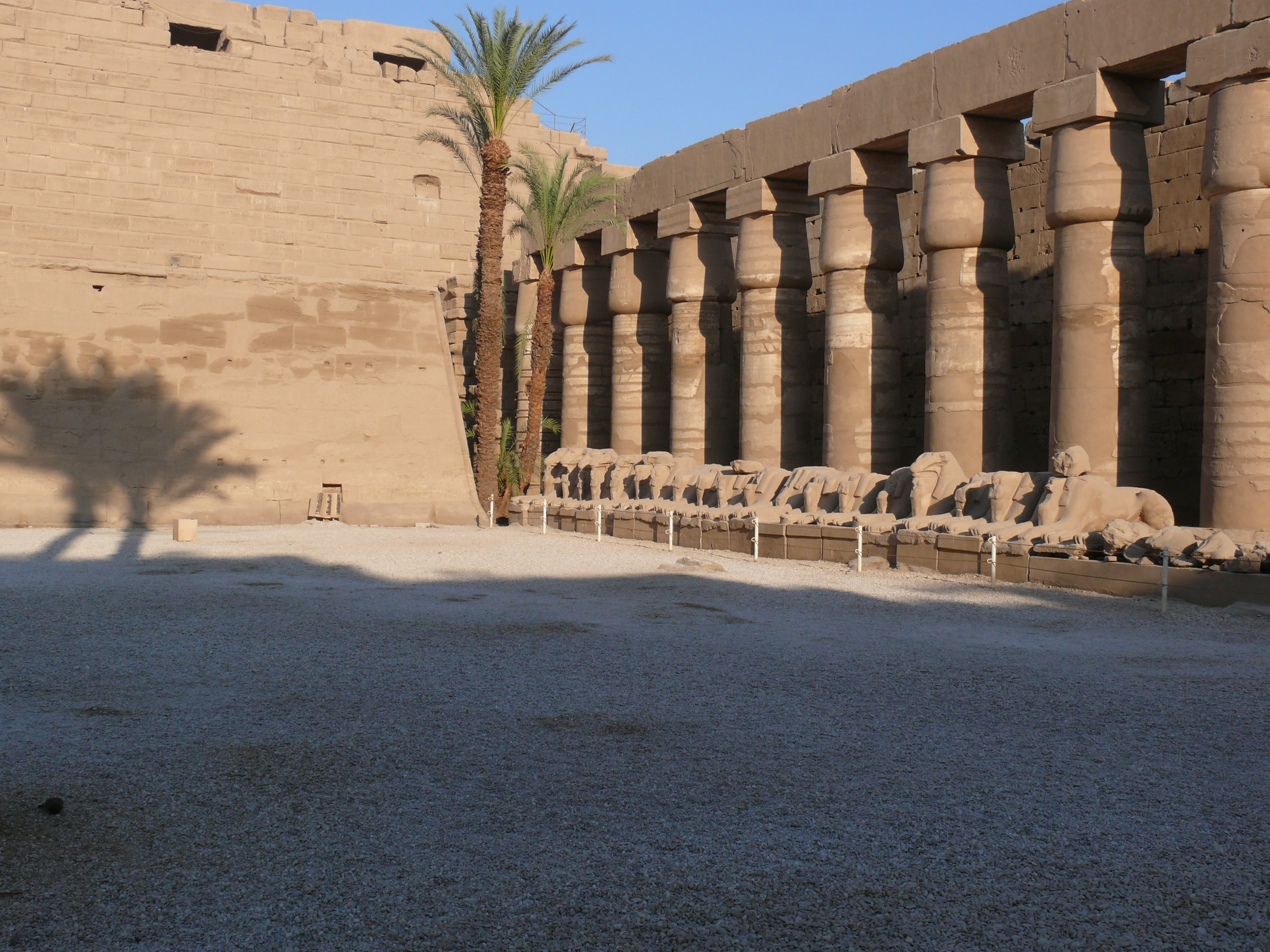
Karnak, Ámon-Ré templomkörzete

Egyiptom az Újbirodalom idején érte el hatalma, gazdagsága és befolyása csúcsát, és ez a templomépítészetben is megnyilvánul: a piramisokat leszámítva legismertebb, legnagyobb és legszebben fennmaradt egyiptomi építmények ekkor keletkeztek vagy ekkor nyerték el mai formájukat akkor is, ha korábban már állt azon a helyen templom. Idetartozik a karnaki és a luxori templom, Hatsepszut Dejr el-Bahari-i temploma, az Abu Szimbel-i templomok és Medinet Habu. A templomépítészet aranykora III. Amenhotep, majd II. Ramszesz uralkodása idejére tehető; előbbinek egy főembere, Amenhotep, Hapu fia nagyobb halotti templommal rendelkezett, mint sok korábbi fáraó. Az uralkodók igyekeztek túlszárnyalni elődeiket, bővítették a főbb kultuszközpontok templomait és olyan isteneknek is építtettek templomot, melyeknek korábban nem volt.
Az Újbirodalom uralkodói biztonsági megfontolásból már nem piramisokba temetkeztek, hanem a leggyakrabban a Királyok völgyében kialakított sírokba. Mivel a halotti templomoknak korábban központi elemét képező piramis eltűnt, a királyi halotti templomok is kezdték az istenek templomainál már hagyományossá vált elrendezést követni: pülón keretezte bejáraton át lehetett oszlopos udvarba jutni, ezután oszlopcsarnok következett, majd maga a szentély. A királyok és istenek templomait tulajdonképpen nincs is értelme megkülönböztetni; halála után maga a király is istennek számított, ezenkívül az egyiptomiak se nagyon tettek különbséget köztük, mindkét templomtípusra a hut, azaz palota szót használták – az istenek templomát „az istenek palotájának”, a fáraókét „az évmilliók palotájának” nevezték. Utóbbival azt a vágyukat fejezték ki, hogy a halott király kultusza örökre fennmaradjon; a valóságban azonban sokat egy idő után magára hagytak és kőbányának használtak, ami az istenekével ritkábban fordult elő.
Rövid közjátékot jelent az Ehnaton fáraó nevével fémjelzett Amarna-kor, ami a templomépítészetben is radikális változást próbált megvalósítani. Az egyistenhitet bevezetni kívánó fáraó Atonnak, a napkorongnak hatalmas nyitott templomokat épített, melyek a korábbi templomok inverzei voltak: nem nyitott udvart követtek oszlopos belső terek, hanem egy oszlopcsarnok után lehetett az egymást követő oszlopos udvarokra érni, ahol a nap sugarai érték az oltárokat. Ebből az időszakból ismert az Ehnaton emelte fővárosban, Ahet-Atonban álló nagy Aton-templom, valamint az ugyanitt található, valószínűleg a fáraó halotti templomának készült kis Aton-templom. Ugyanebben az időben a többi isten templomát bezárták, megrongálták: az istenek, különösen Ámon nevét mindenhol kivakarták. Tutanhamon ún. Restaurációs sztéléje számol be erről az állapotról és arról, hogyan állították helyre a régi vallást Ehnaton halála után.
A ramesszida korban a templomépítés ismét felvirágzott. II. Ramszesz több templomot emelt, mint előtte vagy utána bárki; fia, az első egyiptológusként is ismert Haemuaszet herceg a régi építmények restaurálására is nagy gondot fordított. Ámon és papságának hatalma egyre növekedett.

### Későkor és a hanyatlás
A harmadik átmeneti korra Felső-Egyiptomot gyakorlatilag Ámon főpapjai uralták Thébából, ahol Ámon legfontosabb kultuszhelye, a karnaki templom állt. Alsó-Egyiptomban Tanisz, Szaisz, Mendész és Bubasztisz nyújtott otthont jelentős templomoknak, a szaiszi templomegyüttes több mint 450 000nbsp;km²-en terült el. A Későkor legnagyobb részében idegen uralkodók váltották egymást Egyiptom trónján, de köztük sokan megtartották az egyiptomi templomépítészet hagyományait. A núbiai (kusita) uralkodók is emeltek több épületet, de az egyébként népszerűtlen perzsa akhaimenida dinasztia korai uralkodói is építtettek vagy díszíttettek templomokat egyiptomi stílusban, igaz, többet le is romboltak.

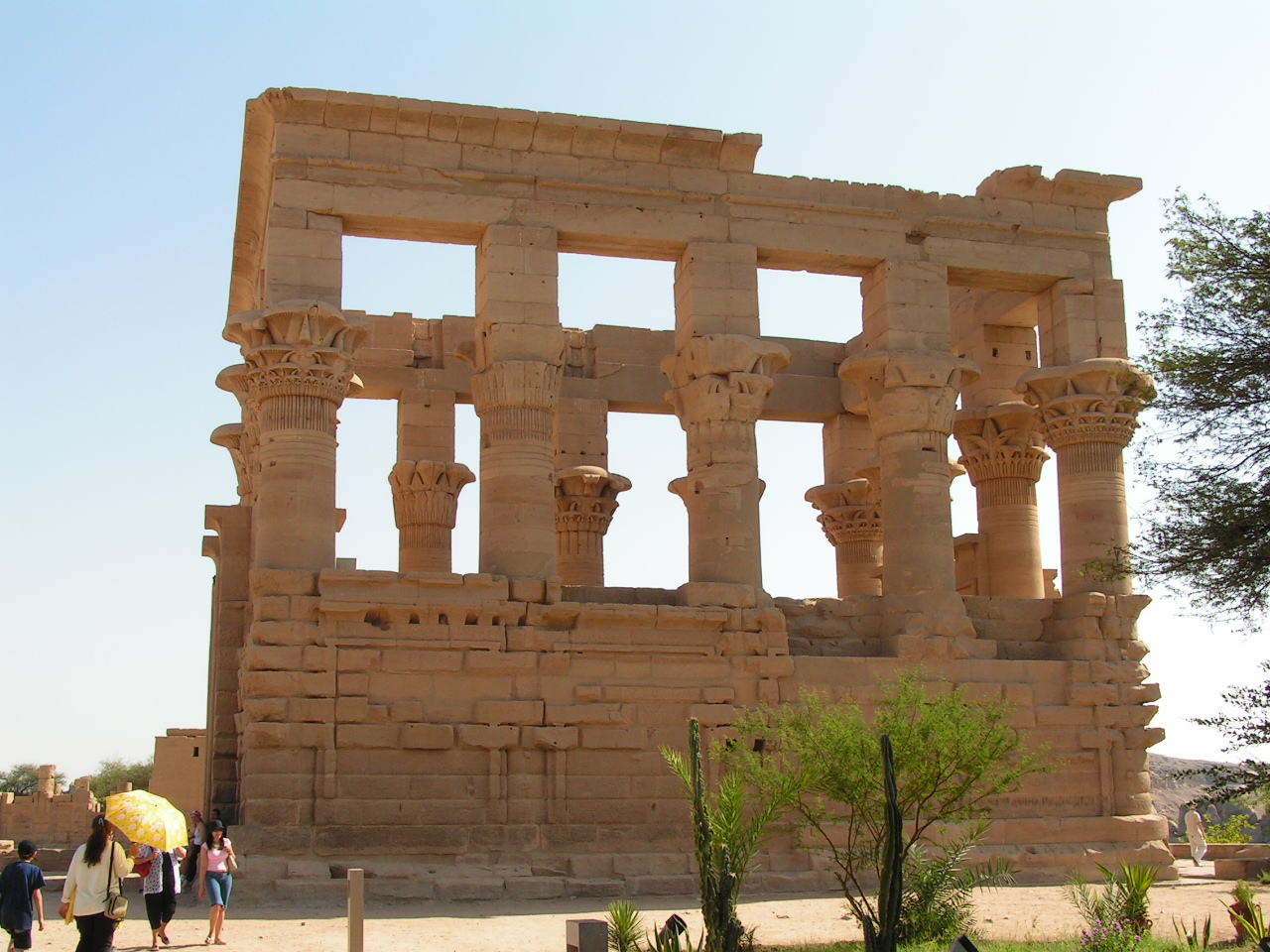
Traianus philae-i kioszkja

A perzsa uralomnak i. e. 332-ben véget vető Nagy Sándor parancsba adta a perzsák által i. e. 343-ban lerombolt templomok helyreállítását. Az őt követő Ptolemaioszok uralmuk törvényesítése érdekében számtalan templomot emeltek vagy építettek újjá egyiptomi isteneknek, köztük több olyat, ami ma a legjobban fennmaradottak közé tartozik, például a denderai templom. Ugyanígy igyekeztek hatalmukat legitimálni a római császárok is, mikor Egyiptom római provincia lett. A gabonája miatt fontos Egyiptom (a Római Birodalom bevételeinek nagy része egyedül Egyiptomban keletkezett) társadalmi stabilitása megőrzésének érdekében a császárok, akiket fáraóként ábrázoltak, több egyiptomi templomot állítottak helyre vagy építettek tovább, például ekkor épült a philaei Ízisz-templom bejáratának tervezett Traianus kioszkja. Az általuk újonnan épített templomok, például az esznai templom is a régiek több évezredes stílusát követik. Vallási jelentőségük azonban egyre csökkent, több templom elhagyatottá vált, szobraikat és obeliszkjeiket Rómába szállították. A luxori templomot ekkor alakították át katonai erőddé, bár egy része továbbra is templomként, a császárkultusz templomaként funkcionált.

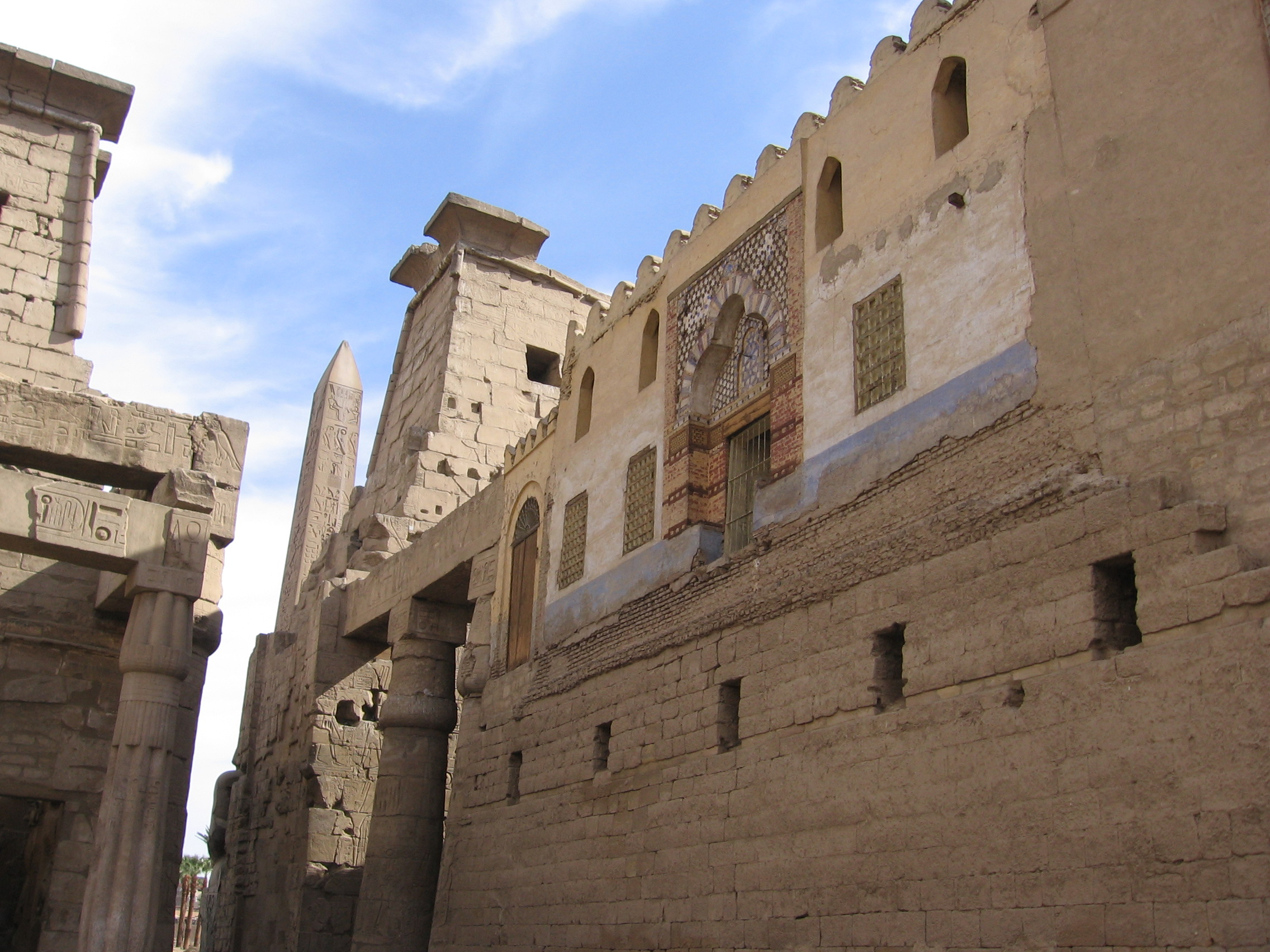
Luxor, Abu el-Haggag-mecset

A kereszténység államvallássá tételével 383-ban Birodalom-szerte bezárták a pogány templomokat. Sokat közülük ezután kőbányának használtak, másokat díszítésük elpusztításával keresztény templommá vagy kápolnává alakították át. Az iszlám terjedésével ugyanez folytatódott, Luxorban, ahol az ókori egyiptomi templomot a császárkultusz céljaira, majd kopt keresztény templommá alakítottak át, ettől fogva mecset működik, ami a világ egyik legrégebbi, folyamatosan vallási funkciót betöltő épületévé teszi. A régi templomok nagy részének pusztulása folytatódott, azok maradtak meg szépen, melyek a lakott helyektől távol találhatóak, és több méteres homokréteg alatt várták, hogy a világ újra felfedezze őket.

## Templomépítés
A templomok felépítése a hely kiválasztásával kezdődött. Ez nem véletlenszerűen történt: gyakran a táj egy eleméhez, egy másik épülethez vagy csillagászati szemponthoz igazították, és minden esetben az égtájaknak megfelelően tájolták. A helyre eshetett a választás mitikus jelentősége, egy isten kultuszában betöltött szerepe alapján, de a gyakorlatban valószínűleg figyelembe vették az olyan praktikus szempontokatis, mint a nagyvárosok illetve építőanyagforrások közelsége.

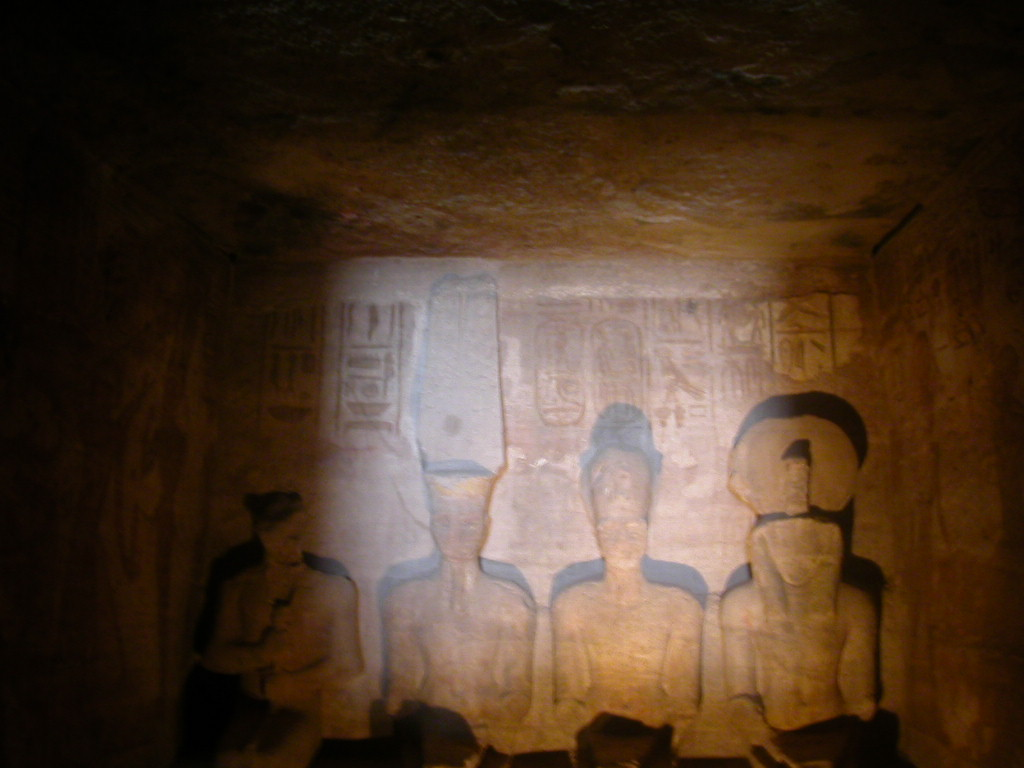
A tájolásnak köszönhetően a napfény egyenesen a szentélyben ülő szobrokat világítja meg Abu Szimbelben

A Nílus-menti templomok kelet-nyugati irányúak, jobban mondva merőlegesek a többnyire észak-déli, de kanyargása miatt ettől gyakran eltérő folyóra. Az északi és déli oldalt gyakran az északi és déli országrész, Alsó- és Felső-Egyiptom szimbólumai díszítették. Ritkábban a templom főtengelye is észak-déli irányú, például a luxorié, amely a karnaki Ámon-templom felé fordul. A nagyobbik Abu Szimbel-i templomnál a Naphoz igazodtak és úgy alakították ki a tájolást, hogy a napfény a bent ülő szobrokat érje; a Naphoz igazodó tájolás jellemző volt Ehnaton templomaira is. Előfordult a Szíriusz felkelési helyéhez való tájolás is.
A templom alapítása mindig hagyományos módon történt, és több olyan lépésből állt, amelyet valószínűleg maga a király végzett (akár személyesen, akár közvetítő után jelképesen): az alapok kijelölése zsinór kifeszítésével, a terület megtisztítása, alapozó árok kiásása, homok szórása az árokba, első téglák elkészítése, alapítási letét elhelyezése, a munka megkezdése, végén pedig a templom megtisztítása és bemutatása istenének, majd az első áldozatbemutatás az új templomban. Természetesen a királynak, még ha személyesen ott volt is, több lépésnél csak jelképes szerepe volt, például a tájolást előtte már szakemberek elvégezték. Az alapítási letétbe fogadalmi táblácskák, ételáldozat és kőművesszerszámok modelljei kerültek, gyakran olcsó, egyszerű anyagból készültek, a táblákon többnyire csak a király és az isten neve állt.

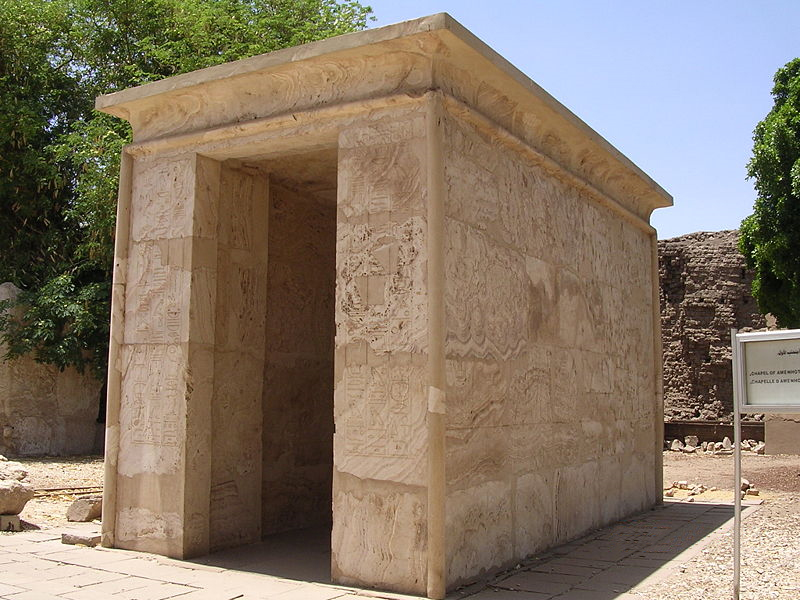
I. Amenhotep karnaki alabástrom-kápolnája

Az épület alapanyaga nagyrészt a Nílus-völgyben gyakori mész és homokkő volt, melyeket fa-, kő- és fémszerszámokkal munkáltak meg. A követ gyakran több száz kilométerről szállították az építkezés helyszínére. A XVIII. dinasztia közepén valószínűleg a gebeleini mészkőbányák kimerülése miatt kezdtek áttérni a homokkőre, ami sok előnyt hozott magával, mert keményebb kő, és nagyobb távolságok is áthidalhatóak vele, akár 8 méter is a korábbi 3 helyett. Téves azonban az egyiptomiaknak az az elképzelése, hogy a homokkő jobban ellenáll az áradásnak a mészkőnél. Más köveket ritkábban használtak: a bazaltot az Óbirodalom idején, főleg padlózathoz, gránitot kapufélfákhoz, szobrokhoz és obeliszkekhez, ritkán kvarcot és alabástromot.
Az építkezéskor egészen a görög-római korig nem nagyon alapoztak, és a kövek egymásra rakásánál sem használtak kötőanyagot, az épületek stabilitása gyakran mérnöki bravúrnak tekinthető. A kőtömböket nem emelőszerkezetek segítségével emelték a helyükre, hanem rámpákon vonszolták fel, amelyek az építkezés közben teljesen betemették a templomot, csak utólag bontották le őket, a templom elkészültekor. Az oszlopok gyakran nem egy darabból készültek, hanem dobokból lettek összeállítva, de utólagos lesimításuk és festésük ügyesen kelti azt a hatást, mintha egy darabból állnának.
Az egyes munkálatok párhuzamosan folytak, így a templom díszítése az építés közben zajlott. Kiemelkedő és mélydomborművek is előfordulnak, előbbiek munkaigényességük miatt ritkábban. A pülónt hagyományosan az ellenségeire lesújtó fáraó képe díszítette, bent a templomban leggyakrabban istenekkel ábrázolták a királyt, és szent szövegeket írtak a falakra, a XIX. dinasztiától kezdve gyakran rejtjelesen. Kivétel a hagyományos ábrázolások alól az Amarna-korszak, amikor nagy hangsúlyt fektetnek a mindennapi élet ábrázolására, a természet és a teremtett világ ünneplésére. Ennek hatása nem múlt el nyomtalanul.
A megépült templom saját birtokaiból tartotta fenn magát, melyeket a királytól vagy magánszemélyektől kapott. A birtokok legnagyobb részét parasztok művelték a termés kétharmadáért cserébe, de maguk a templomi alkalmazottak is termeltek, ezenkívül a templomok gyakran részesültek a hadizsákmányból is. A templomok gazdasági nagyhatalommá váltak, ami ellen több fáraó is tenni próbált, különösen az Újbirodalom idején.
Az uralkodók gyakran bővítették a korábbi templomokat, példa erre Karnak, ahol a ma álló templomot a XVIII. dinasztia idején már korábbi épületek helyén kezdték építeni, és az épületkomplexum továbbépítése aztán az ókori Egyiptom egész további történelme alatt folyt. A régi templomokat gyakran rendbe is hozták, egyes részeit értékesebb anyagból építették újjá. Gyakori volt azonban az is, hogy egy korábbi templomot építőanyagként használtak fel egy újhoz, főként az utólag bitorlónak tekintett és ezért feledésre ítélt fáraók, például Ehnaton vagy Hatsepszut templomait. Szintén gyakran előfordult az elbitorlás is, amikor egy fáraó saját nevét vésette elődjéé helyébe az elődje által építtetett templomon. Ez annak ellenére is általános volt, hogy a ramesszida korban már több centiméter mélyen vésték be a királyneveket, hogy megakadályozzák az elbitorlást. Érdekes, hogy a fáraók sosem a feledésre ítélt korábbi uralkodók templomait sajátították ki (azt inkább lebontották, hogy nyoma se maradjon), hanem azokét, akiket tiszteltek. Minden fáraó ugyanis ugyanannak az istennek a földi megtestesülése volt, így voltaképpen annak a templomát vallotta magáénak, akivel vállalta az azonosságot.

## A templomok felépítése
A templomok felépítésének főbb elemei, az egy tengely mentén elhelyezkedő pülón, oszlopos előudvar, oszlopcsarnok és szentély már az Óbirodalom idején kialakultak.

### A templomkörzet és melléképületei

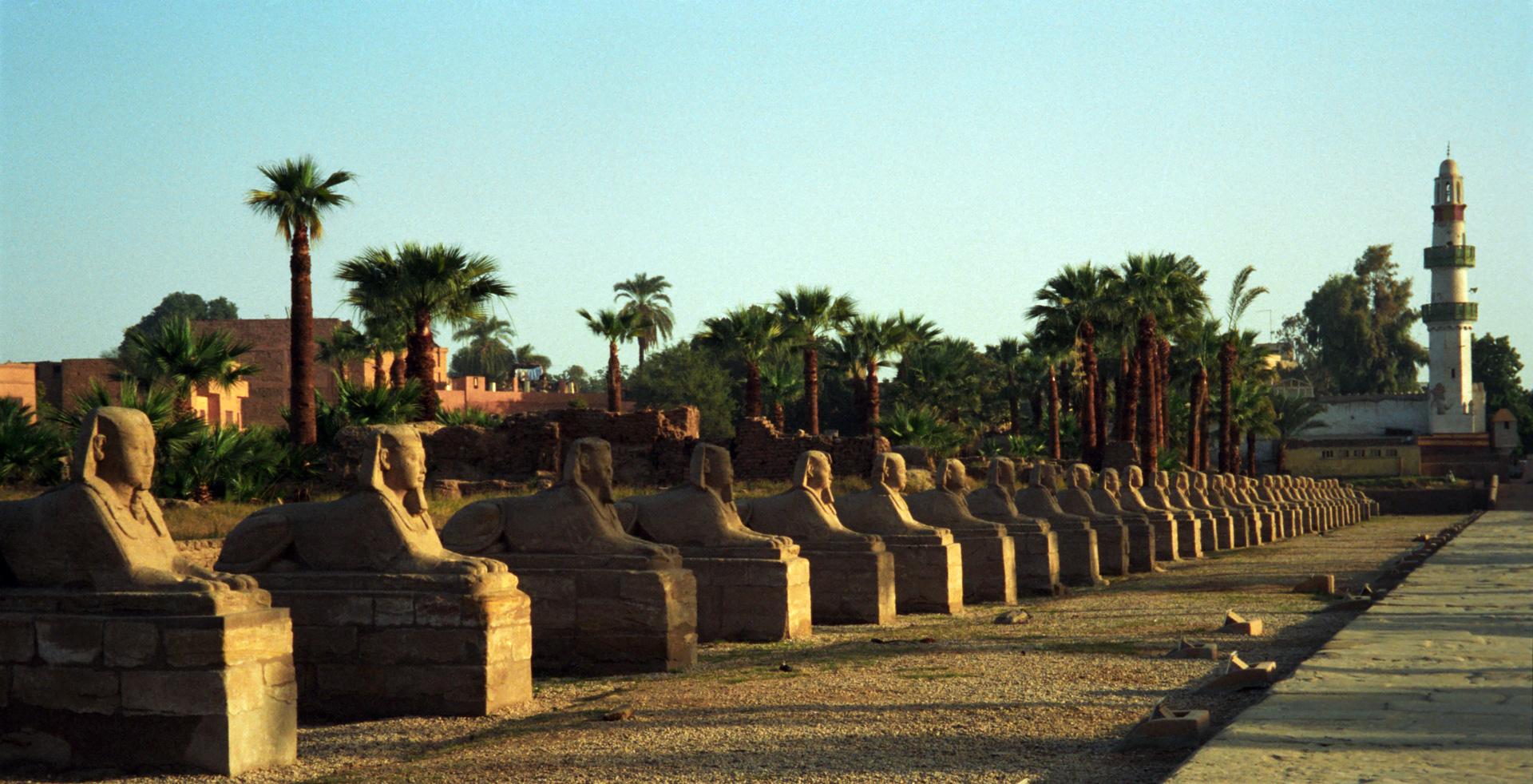
Szfinxek szegélyezik a luxori templom felvonulási útját

A templomkörzetet fal vette körül, mely egyrészt a határ kijelölésére szolgált, másrészt védelmet is képes volt nyújtani. Ezek a falak gyékényfonattal megerősített sártéglából épültek, vastagságuk a tíz métert is elérhette, lőrések és bástyák is erősíthették. Hullámos mintázata talán az ősóceánt volt hivatott felidézni. Mivel a szállításban és közlekedésben a hajózás nagy szerepet játszott, már a legkorábbi templomok is a Nílus vagy egy külön számukra kialakított csatorna partján feküdtek. Rakpartok és kikötők tartoztak hozzájuk, a körmenetre vitt istenszobrok is ezeknél a rakpartoknál kezdték meg útjukat. A rakparttól a bejáratig vezető felvonulási út összeköttetésben állhatott szárazföldi utakkal is. Ezt a felvonulási utat az Óbirodalom halotti és völgytemplomai közt gyakran lefedték, az Újbirodalom idején erre már ritkán került sor, de gyakran szobrok álltak mellettük kétoldalt, leggyakrabban szfinxek.

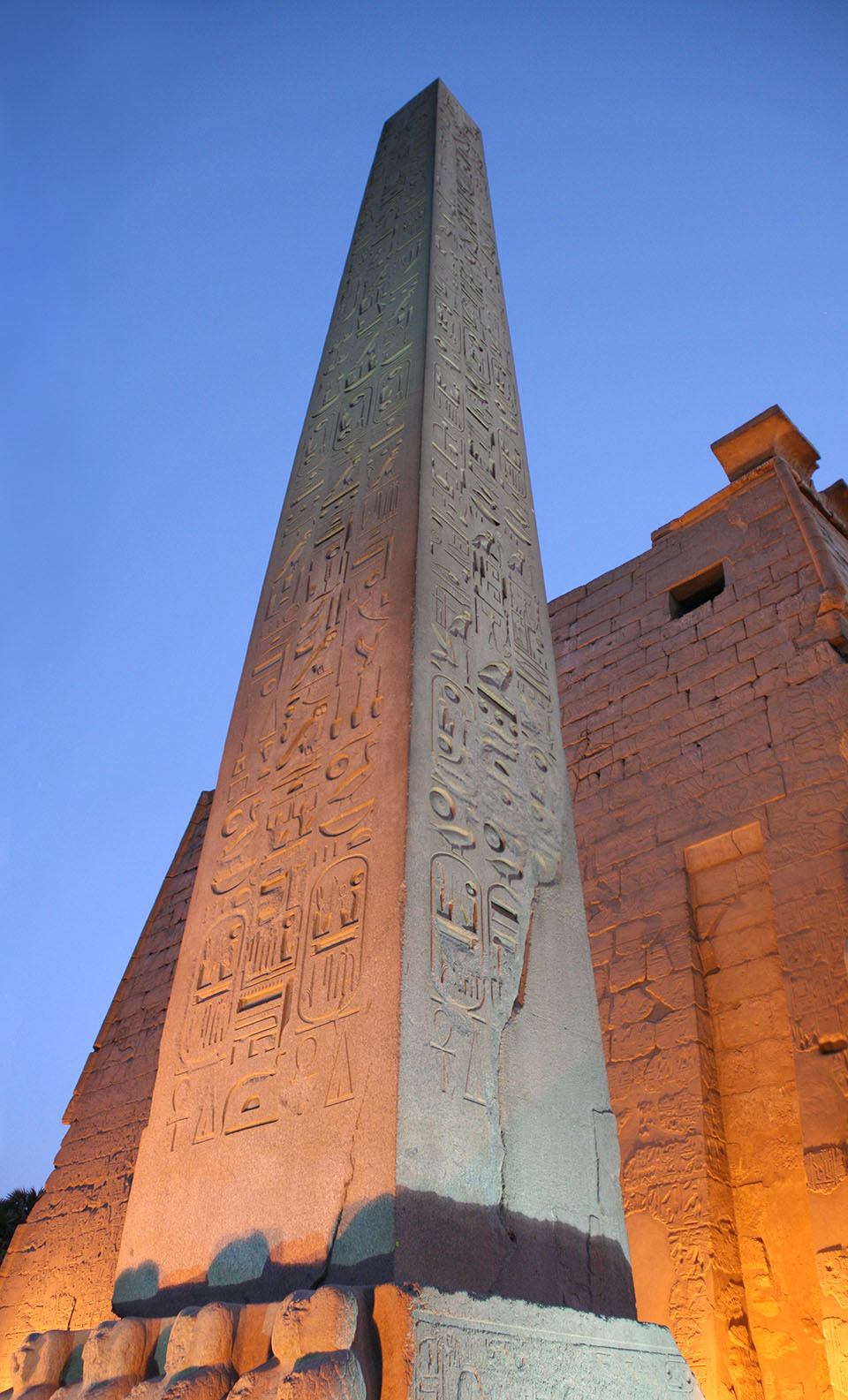
Obeliszk Luxorban

A felvonulási út mentén kaptak helyet a bárkatermek, melyekben a templom istenének vagy isteneinek szobrát a körmeneteken hordozó bárkák álltak. A legszebben I. Szenuszerté maradt fenn többé-kevésbé; ennek köveit később újrafelhasználták ugyan a karnaki Ámon-templom kilencedik pülónja építőanyagaként, de onnan kibontva a régészek restaurálni tudták az eredeti épületet.
Az obeliszkek a héliopoliszi napkultusz részeként születtek, de főleg az Újbirodalom idején terjedtek el, eredetileg gyakran a templom bejáratánál állították fel őket és többnyire párban, de a templom bővítésekor az épületkomplexum belsejébe kerültek. Az obeliszkeket jeles események, például győzelmek, jubileumok megörökítésére emelték az isten tiszteletére. Feliratok borították őket, arannyal borított tetejük a templom legmagasabb pontja volt. Felállításukat gyakran képek is ábrázolják a templomban, ennek ellenére maga a procedúra ma sem ismert pontosan.
Az obeliszkhez hasonlóan egyetlen kőtömbből kifaragott monumentális alkotások a kolosszusok, melyeket már az Óbirodalom idején is készítettek, de a legnagyobbak a két nagy újbirodalmi építő fáraó, III. Amenhotep és II. Ramszesz képmásai. Kolosszusok a templomokban, a templomok előtt és a felvonulási utak mentén is álltak, a nép által is megközelíthető helyeken; védelmi szerepet is betöltöttek, de a király és az isten kapcsolatát is hangsúlyozták. Sokuknak saját neve volt, például „Amenhotep, az uralkodók Napja”. Ezek közül legismertebbek a Memnón-kolosszusok.

### Pülón

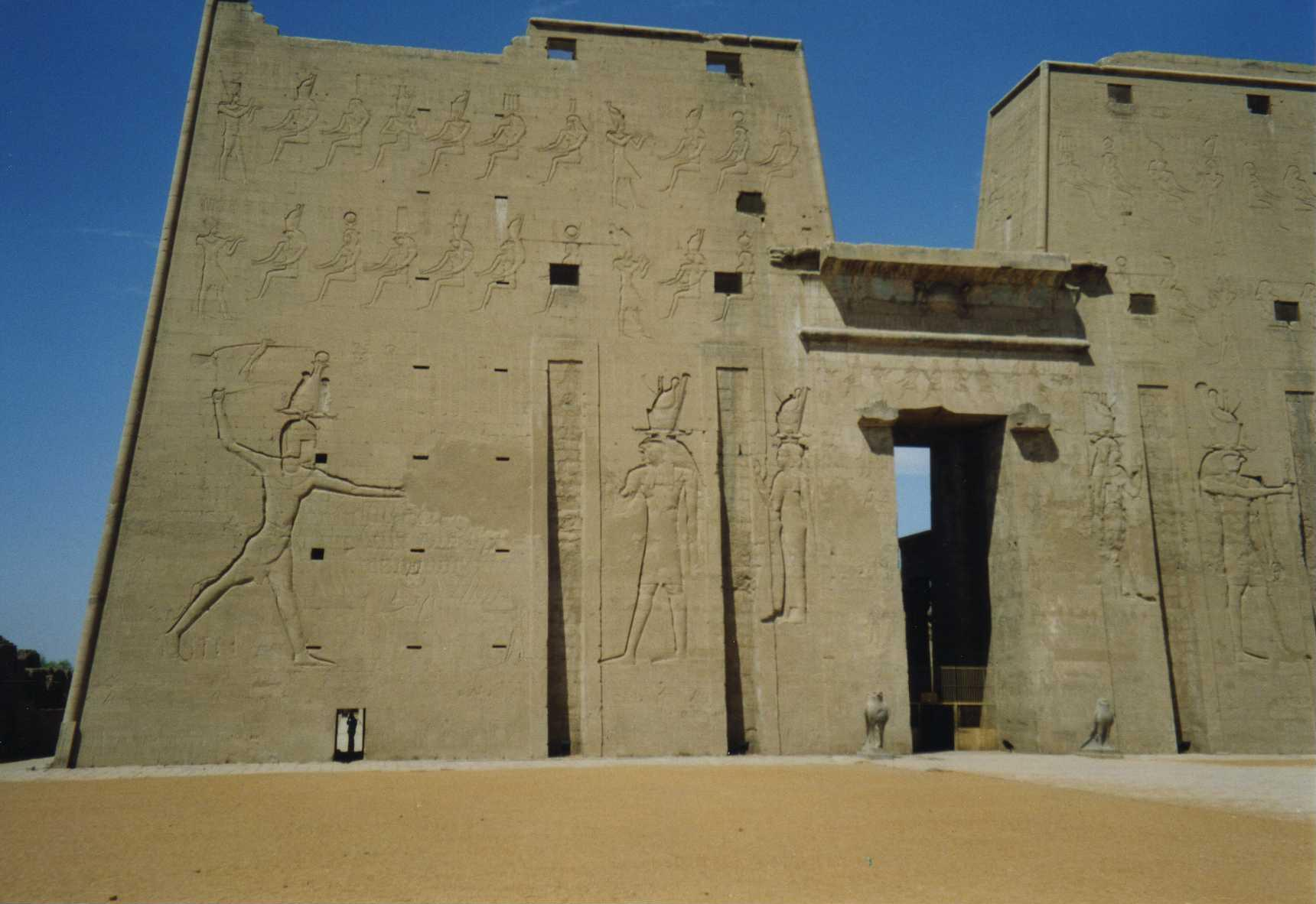
Harcias fáraó az edfui templom pülónján

A pülónok magának a templomkörzeten belül álló templomépületnek a kapui. Fizikai és szimbolikus értelemben is védelmül szolgáltak, eredeti egyiptomi nevük, a behnet éberséget jelent, ami utal őrtorony szerepükre. Sok pülón belső magja korábbi épületek újrafelhasznált köveiből állt, főleg akkor, ha a korábbi épület építtetőjét nem tartották túl nagyra (számtalan esetben azonban épp ezzel őrizték meg művüket az utókornak, mert a pülónban talált töredékekből rekonstruálni lehetett a korábbi épületet). Ezt a belső magot borították nagy kövekkel, melyeknek díszítése – a védelmező funkciót is hangsúlyozva – hagyományosan az ellenségeire lesújtó fáraót ábrázolták. A homlokzatot hatalmas zászlórudakra erősített zászlók díszítették. A pülón már az Óbirodalom idején kialakult, de rendszeressé csak a Középbirodalom idején vált.

### Oszlopos udvar

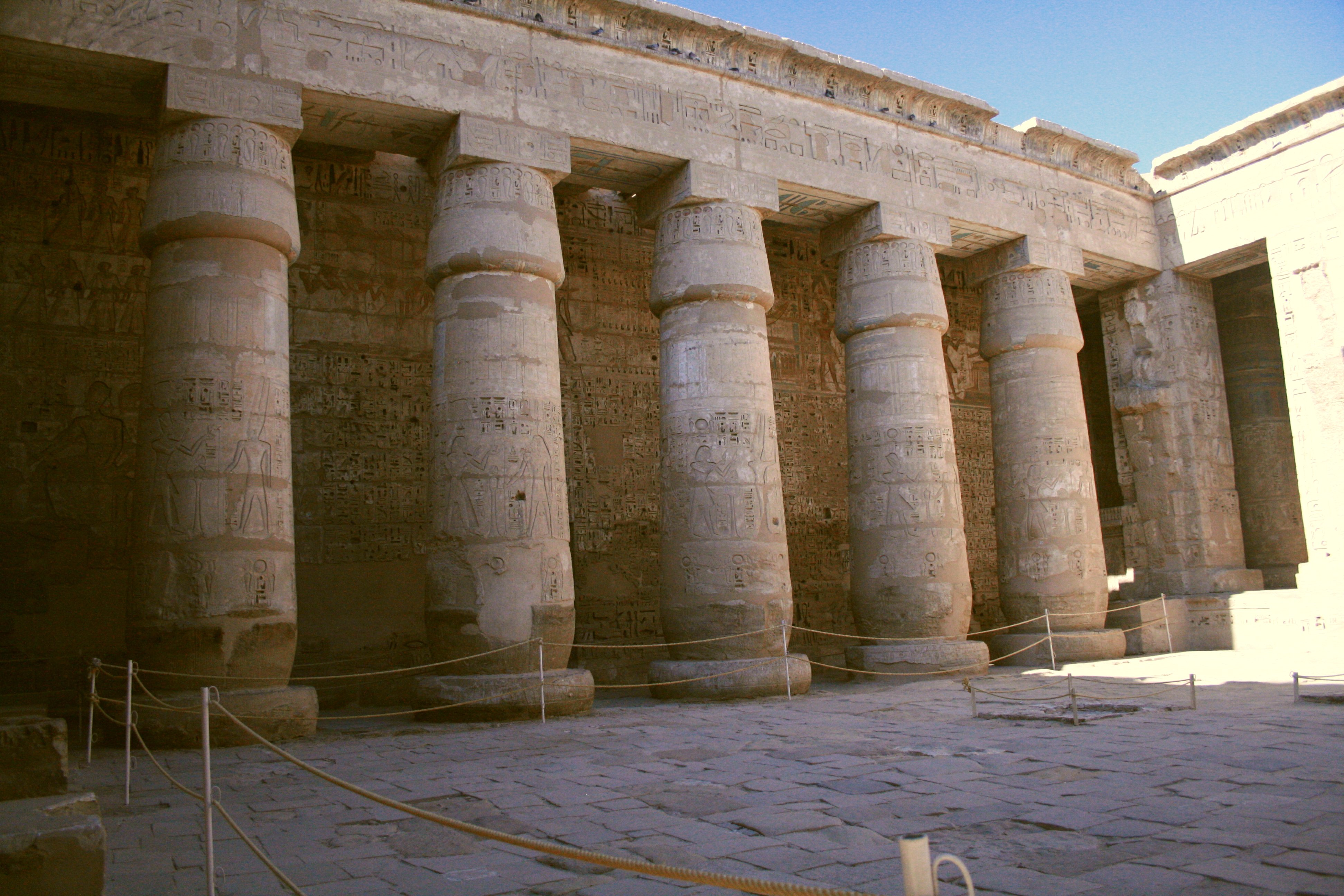
Medinet Habu, az előudvar oszlopai

A pülón mögött következett az udvar, melyet részben vagy teljesen oszlopsor vett körbe. Gyakran, de legalábbis a nagy ünnepekkor a köznépet is beengedték ide, itt kijelölt helyeken találkozhattak a papokkal, és adományaikat is ide hordhatták. Az udvarban királyok és közemberek szobrai álltak, előbbiek ugyanazt a funkciót töltötték be, mint a templomon kívül álló kolosszusok, utóbbiak azonban elhunytaknak állítottak örök emléket, és biztosították, hogy a szent helyen állva az istenek társaságában lehessenek és mindig részesüljenek az isteneknek felajánlott áldozatokból. Ezeknek a szobroknak a formája ülő tömbszobor vagy ún. kockaszobor. A Középbirodalom idején csaknem kizárólag férfiak szobrai álltak itt, az Újbirodalom idején már vegyesen.

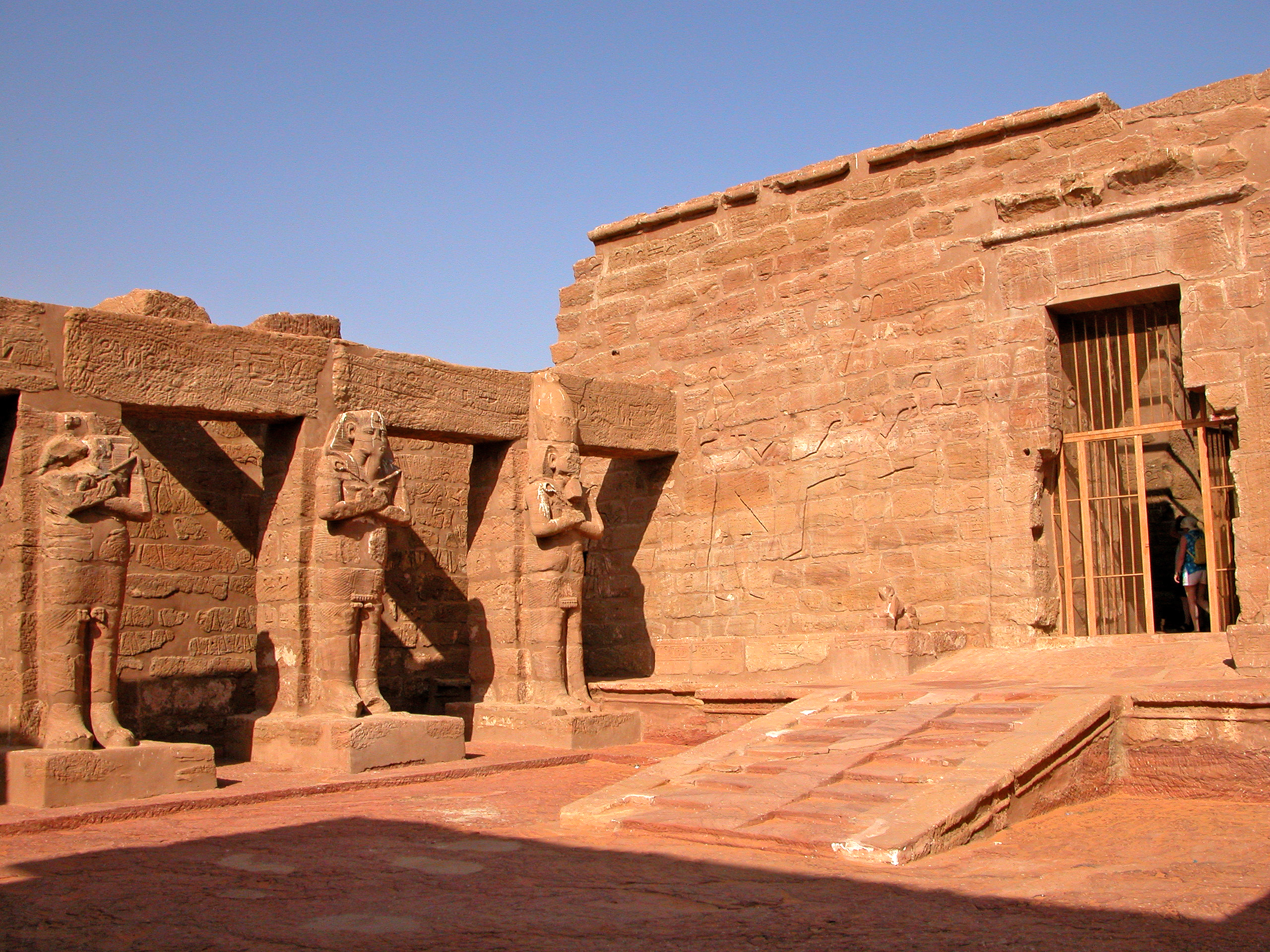
Előudvar, Vádi esz-Szebua

A magas rangú személyek szobra ugyanúgy közvetíthetett az élők és az istenek közt, mint a királyoké, mint az Amenhotep, Hapu fia karnaki szobrának feliratán is szerepel. A közvetítésért cserébe nevének és a neki szóló áldozati formulának elismétlését várta.
Az egyre szaporodó szobrok egy idő után kezdték betölteni a rendelkezésre álló teret, de a szent helyről nem akarták kivinni őket. Így született az ún. rejtekhelyek, azaz a mély tárolóhelyiségek ötlete; az ide elhelyezett szobrok eltemetve jó állapotban maradtak fenn. Ilyen például az ún. karnaki rejtekhely. A luxori rejtekhelyre akkor kerültek a korábban az udvarban álló szobrok, amikor a templomot átalakították a római császárkultusz szent helyévé.

### Oszlopcsarnok

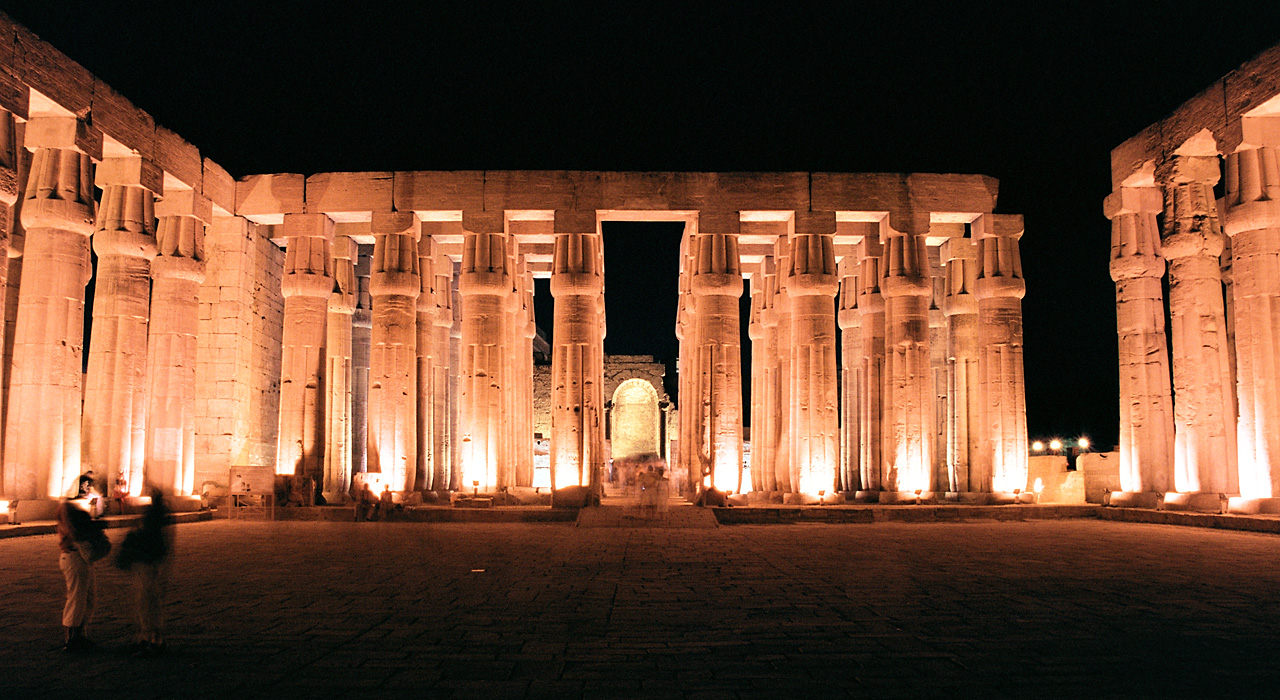
Luxor oszlopcsarnoka

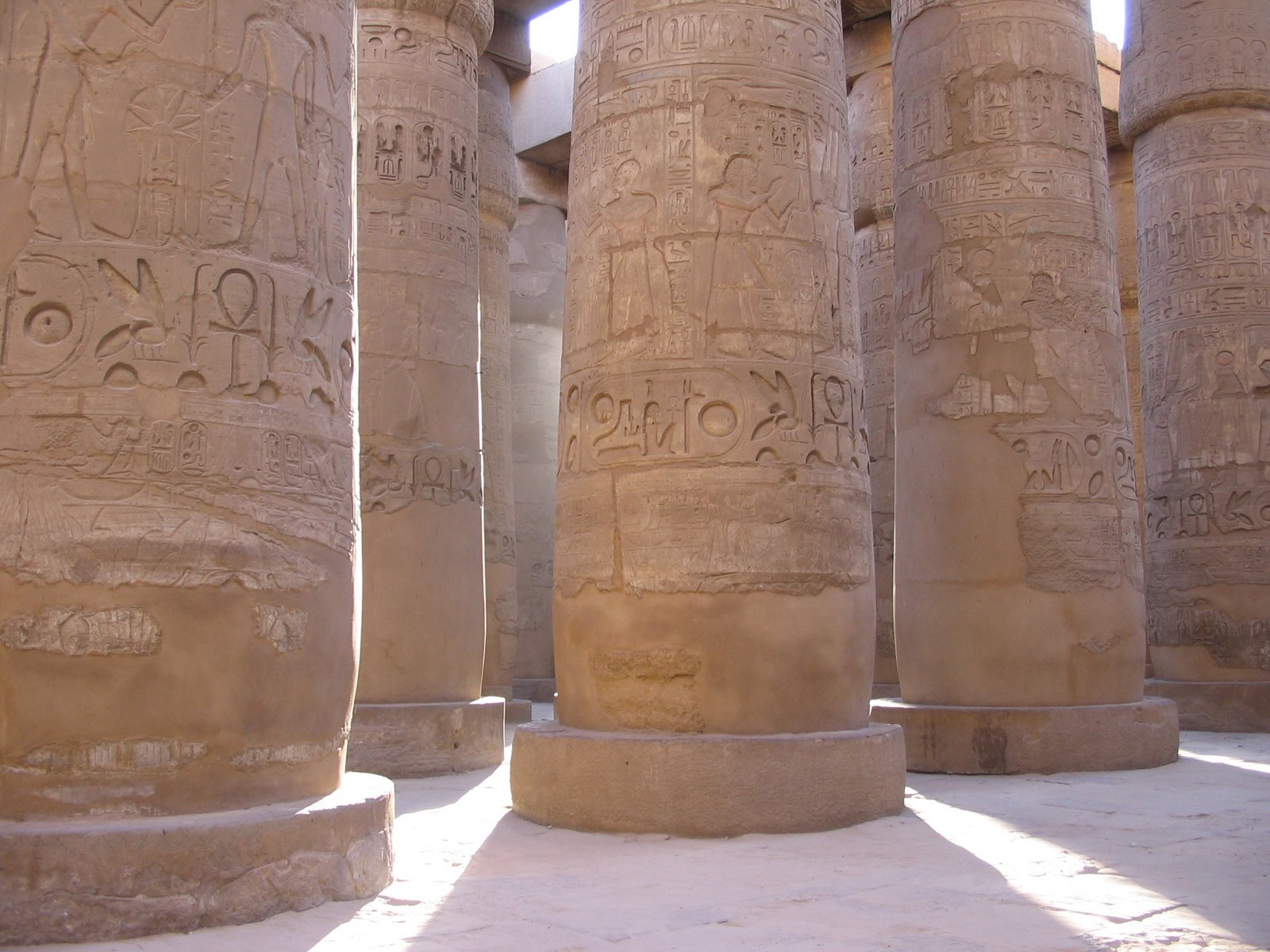
A karnaki nagy oszlopcsarnok

Az oszlopcsarnok vagy hüposztülcsarnok az udvart követte. Többnyire szélesebb volt, mint amilyen hosszú. A templomok mennyezetének tartásához sok oszlopra volt szükség, mert pár méternél hosszabb távolságot nemigen tudtak áthidalni. Szimbolikusan az eget tartó oszlopokat, illetve a teremtés ősdombja (a szentély) körüli növényzetet is jelképezték. Utóbbiból eredeztethető a lótuszok növényt mintázó díszítése. Az oszlopok nagy változatosságot mutatnak díszítésük terén: papiruszról, lótuszról és pálmáról is mintázták az oszlopfőket, a külső udvarban álló oszlopok gyakran bimbós, míg a bentebb állók nyílt virágot ábrázoltak, bár ez nem törvényszerű. A Középbirodalomtól istenek is megjelenhettek oszlopon, az Ozirisz-szobrok gyakran az elhunyt királyt ábrázolták Oziriszként, a Hathor-fejezetes oszlopokon a tehénfejű vagy tehénfejű istennő képe állt. Hathorhoz köthetőek a szisztrumot formázó oszlopok is, mert ez a hangszer is az ő attribútuma volt.
A belső tereket kapuk tagolták, melyek a rituális felvonulások állomásait is jelezhették; gyakran nevet is kaptak. A fa kapuszárnyakat fémmel borították.
Különféle szertartások a tetőn is folyhattak, például az istenszobrot a Nappal való egyesüléséhez felvitték ide. Ezért a tetőre gyakran lépcsők vezettek az oszlopcsarnokból.

### Szentély

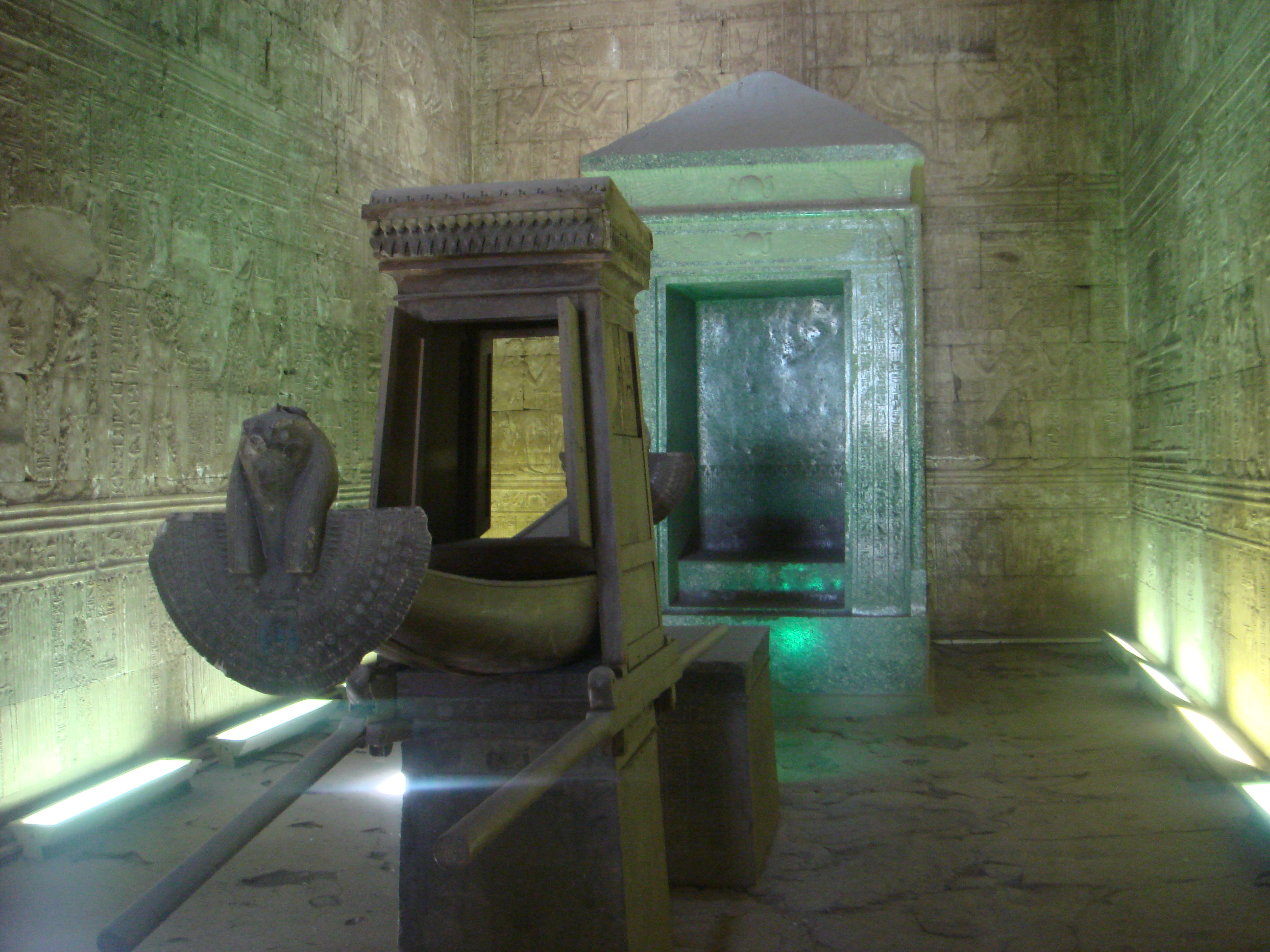
Az edfui templom szentélye a bárkával

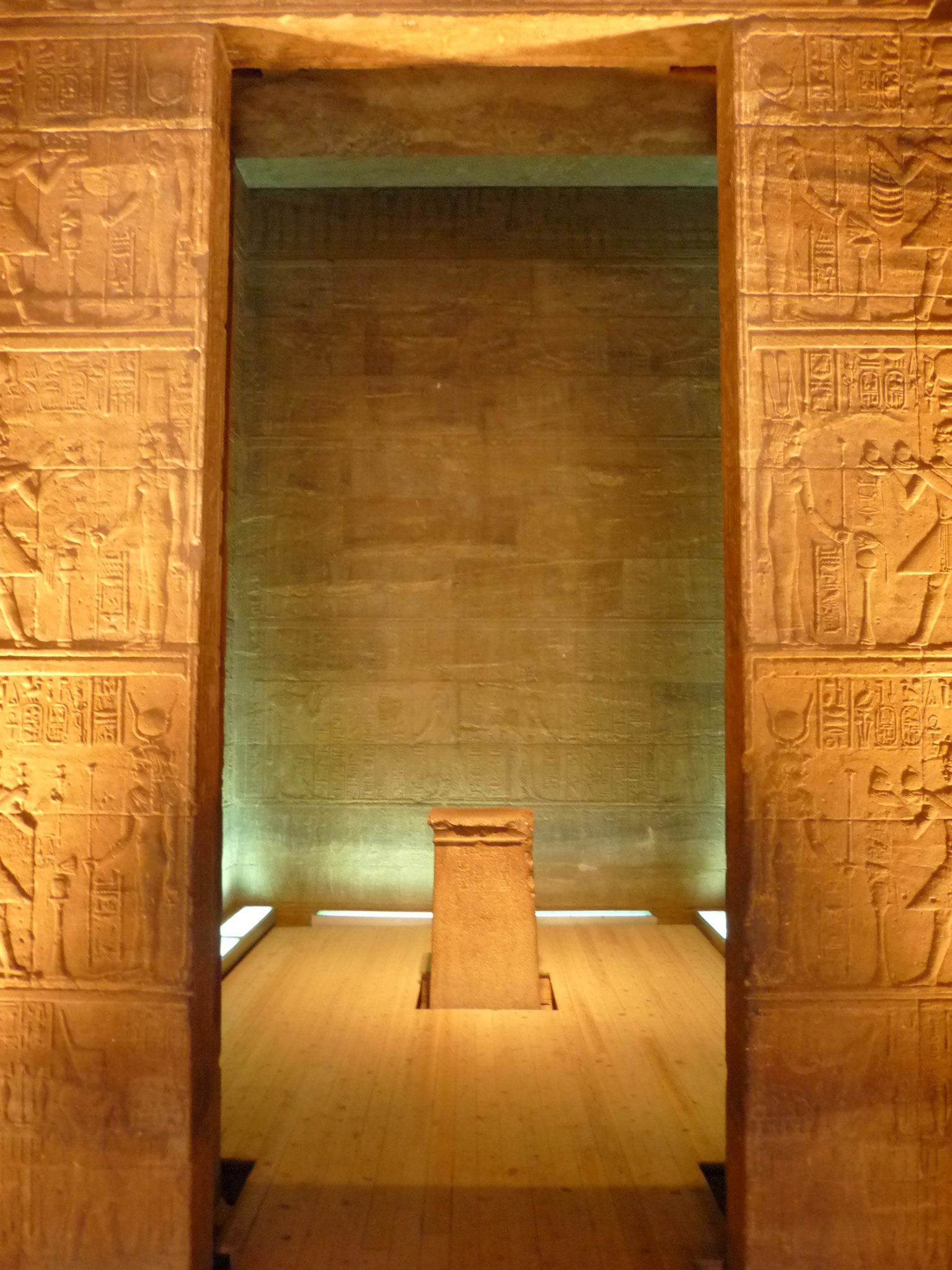
Zárt naosz, Philae

A szentély jelentette a templom legbelső magját. A főszentély a templom főtengelyén állt, ha több istennek épült a templom, a legfőbb isten szobra állt ebben, a többieké mellékkápolnákban. A legbelső szentély lehetett naosz típusú, mely minden oldalról zárt, és dupla ajtón lehet bejutni, vagy nyitottabb, ezt olyan templomokban használták, amelyekben nem alakítottak ki külön bárkaszentélyt, és az istenszobor a bárkában tartózkodott a szentélyben. Az isten szobrát a legnagyobb gonddal faragták ki, és a legértékesebb anyagokkal díszítették, például arannyal és ezüsttel, ami hitük szerint az istenek húsa, illetve csontja volt. Ide már csak a király és a legmagasabb rangú papok léptek be; ha idegenek, például megszállók szentségtelenítették meg, komoly tisztító szertartásnak kellett alávetni. A szentélyekben ún. álajtók is voltak, melyeken az elhunyt király lelke bejuthatott az istenhez.
Az oltár, ahol az áldozatokat felajánlották, hol magában a szentélyben állt, hol a szentély előtti helyiségben. Az itt látható díszítések az istennek áldozó királyt mutatták. A szentély előtti helyiségek közt lehetett az ún. bárkakápolna is, ahol az isten körmenetekkor használt bárkáját tartották. Neve ellenére valójában ez a bárka nem vízi jármű, hanem hajó formájú hordszék, melyet a papok a vállukon vittek.
A szentély körül több mellékkamra helyezkedett el, például a templomba ellátogató istenek szobrai számára, de olyan is volt, ami raktárként szolgált vagy felkészülési helyként a papok számára. A szentély mögött volt az ún. fülkápolna, amiben az isten szobra vagy csak kifaragott füle helyezkedett el, ez a templom hátuljához járuló köznépnek biztosította a lehetőséget, hogy az isten meghallgassa, anélkül, hogy be kellett volna menniük a templomba. Ezekben a kis helyiségekben papok is ülhettek, hogy meghallgassák a hozzájuk fordulók kéréseit vagy jóslatot mondhassanak. Az első fülkápolna III. Thotmesz idejéből maradt fenn, Ámon és a király szobra ült benne.
Rejtett helyiségek a föld alatt is lehettek, ezek szintén raktárként szolgáltak, de például Opet karnaki templomában Ámon jelképes sírjaként is szolgált egy.

### A templomkörzet más építményei

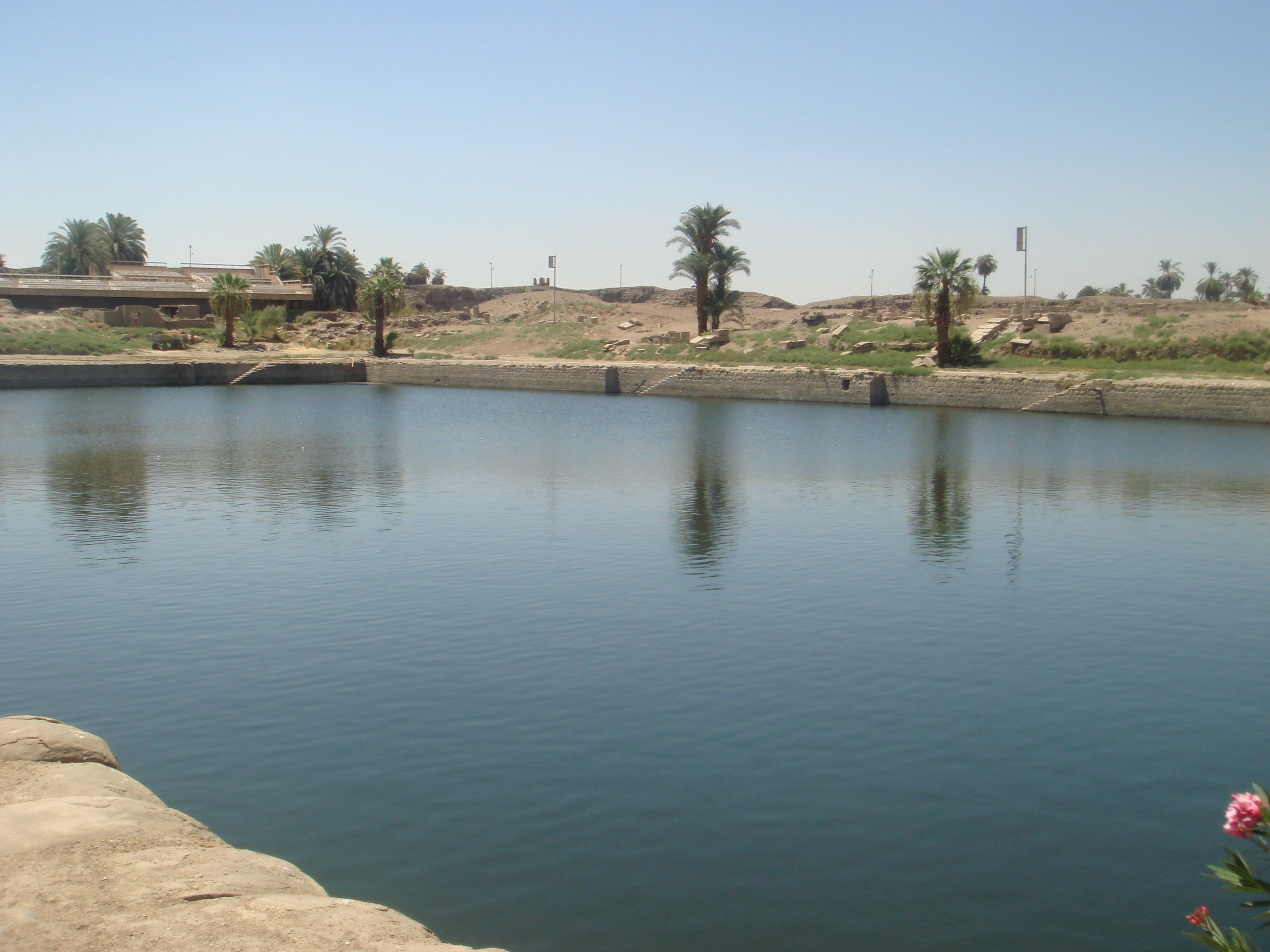
A karnaki Ámon-templom szent tava

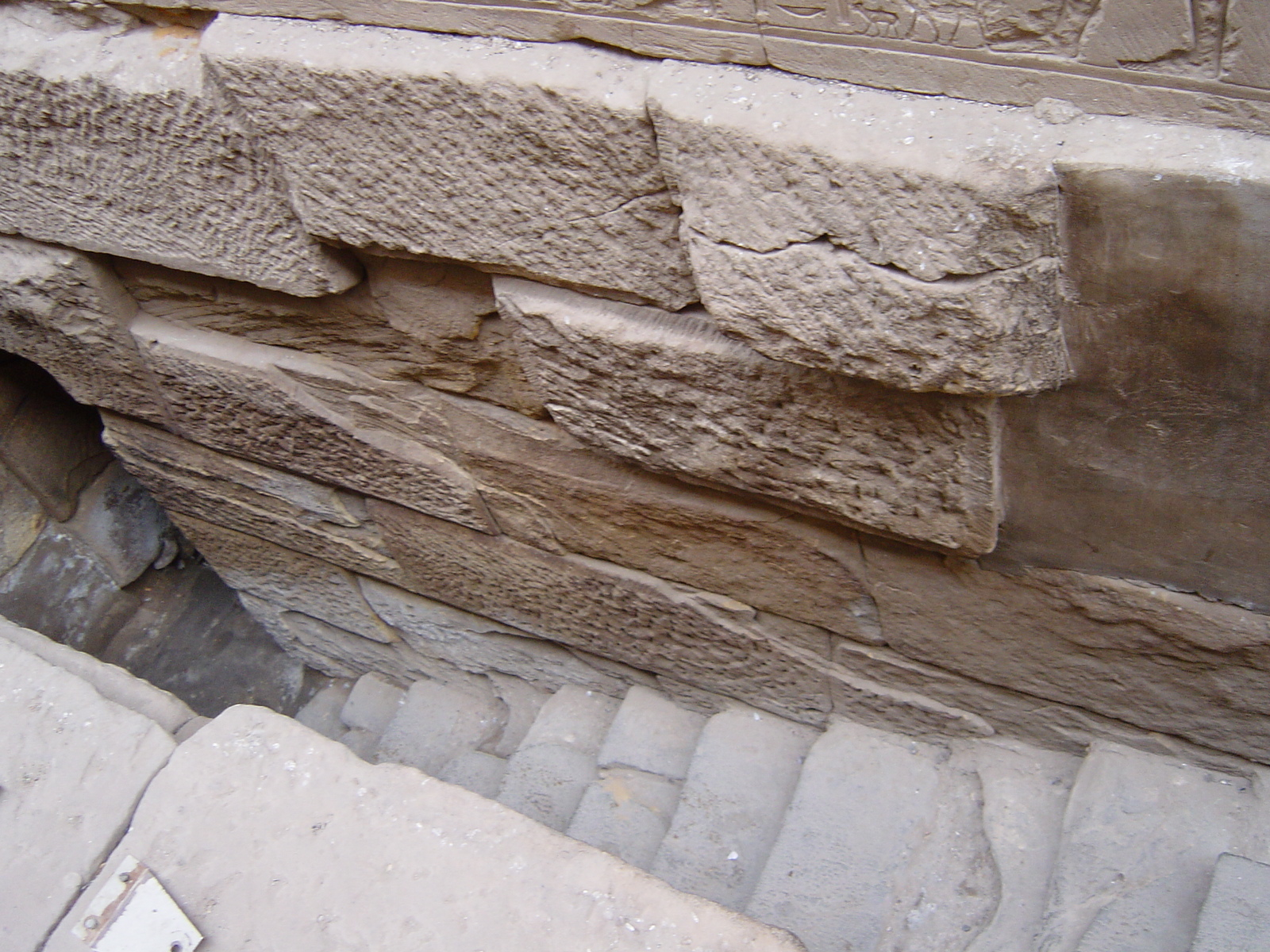
Nilométer az edfui templomban

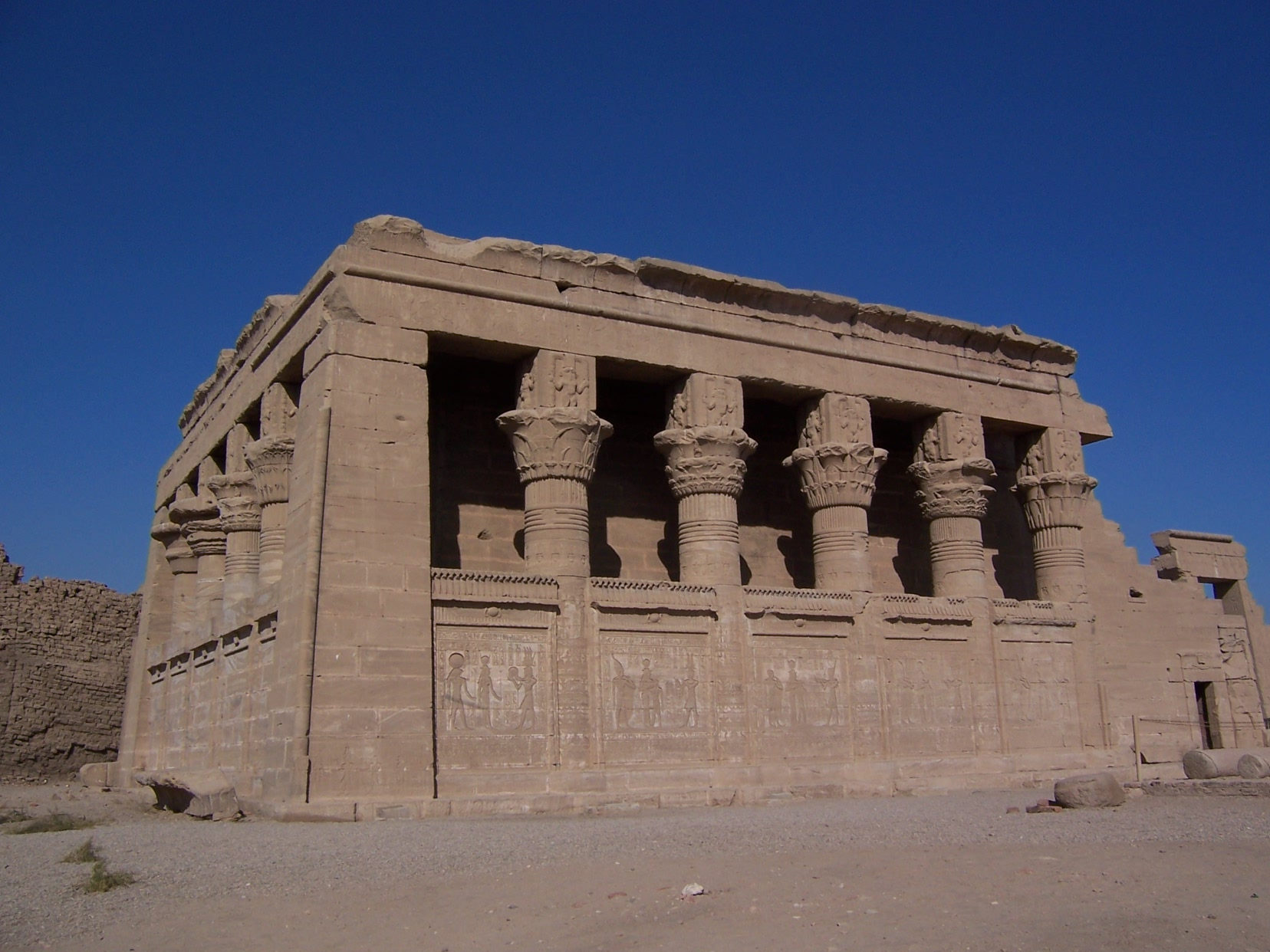
A denderai mammiszi

Szent tavak a legtöbb templomhoz tartoztak. Ezek a mesterséges tavak az Újbirodalomtól kezdve téglalap alakúak, esetleg enyhén íves oldalakkal. Vízszintjük az évszaktól függően változott. A szent tavak egyrészt az ősvizet jelképezték, másrészt ebben fürödtek a papok a napi szolgálat megkezdése előtt. A karnaki Ámon-templom taván Ámon szent állatai, a ludak úszkáltak. Ez egyébként a legnagyobb szent tó a maga 120×77 méterével.
A Nílus mentén nilométerek álltak, lépcsőfokok, melyekkel a Nílus áradásának mértékét tudták mérni. Ilyennel számos templom rendelkezett.
A per-anh, azaz életház a templomokkal összefüggésben működő intézmény volt, a tudományos élet központja. Hatalmas könyvtárakkal rendelkeztek, itt másolták az írnokok a szentnek tekintett szövegeket; az Újbirodalomtól kezdve a Halottak Könyve példányai is itt készültek. Valószínűleg itt is tanultak a papok, többek közt írást, teológiát, szertartástant, orvostudományt, mágiát és csillagászatot is.
Az egészségházak, melyekbe többnyire gyógyulás céljából érkeztek az emberek, de sokszor azért is, hogy tanuljanak a papoktól, már korábban megjelenhettek, de kifejezetten erre a célra készült épület csak a görög-római korban épült denderai templomban maradt fenn. A részvétéről is híres Hathor templomának egészségházában az emberek ott aludhattak, hogy álmukban az istennő elmondhassa nekik, hogyan épülhetnek fel, az udvarban pedig ihattak vagy fürödhettek abban a vízben, mellyel előzőleg istenszobrokat öntöztek meg a papok, hogy átvegye azok gyógyító erejét.
A mammiszi vagy születésház a görög-római korban épült templomokra jellemző. Ebben a templomtól különálló épületben egy ifjú isten (például Harpokratész, azaz Hór-pa-khred, a gyermek Hórusz) születésével kapcsolatos szertartások zajlottak. A legrészletesebben fennmaradt a denderai mammiszi, amelyet Hórusz és Hathor gyermeke, Ihi tiszteletére emeltek. Itt bemutatják az Ihi születéséhez kapcsolódó egész eseménysort a szülők udvarlásától kezdve a gyermek bemutatásáig.
A templomokhoz ezeken kívül gazdasági épületek, raktárak, műhelyek is tartoztak.

## Működésük
Egyiptomban a legfőbb pap a király volt. Jelképesen minden, a templomban lezajló szertartás az ő nevében folyt. Bár az uralkodó gyakran járta az országot, hogy a fontosabb szertartásokon személyesen is részt vegyen, természetesen nem lehetett ott minden templomban minden szertartáson, ezért a templomok ábrázolásain igyekezték megörökíteni az áldozatot bemutató fáraót.
A napi szertartások során a király vagy az őt jelképező főpap reggel és este is rituálisan megtisztálkodott, kinyitotta a szentélyt, leborult az istenszobor előtt, ezután füstölővel körüljárta a szentélyt és szent szövegeket recitált. Ezután az istenszobrot megmosdatták, olajjal kenegették és tiszta ruhába öltöztették, majd ételeket ajánlottak fel neki, melyeket később szétosztottak a papok és a templom személyzete között.

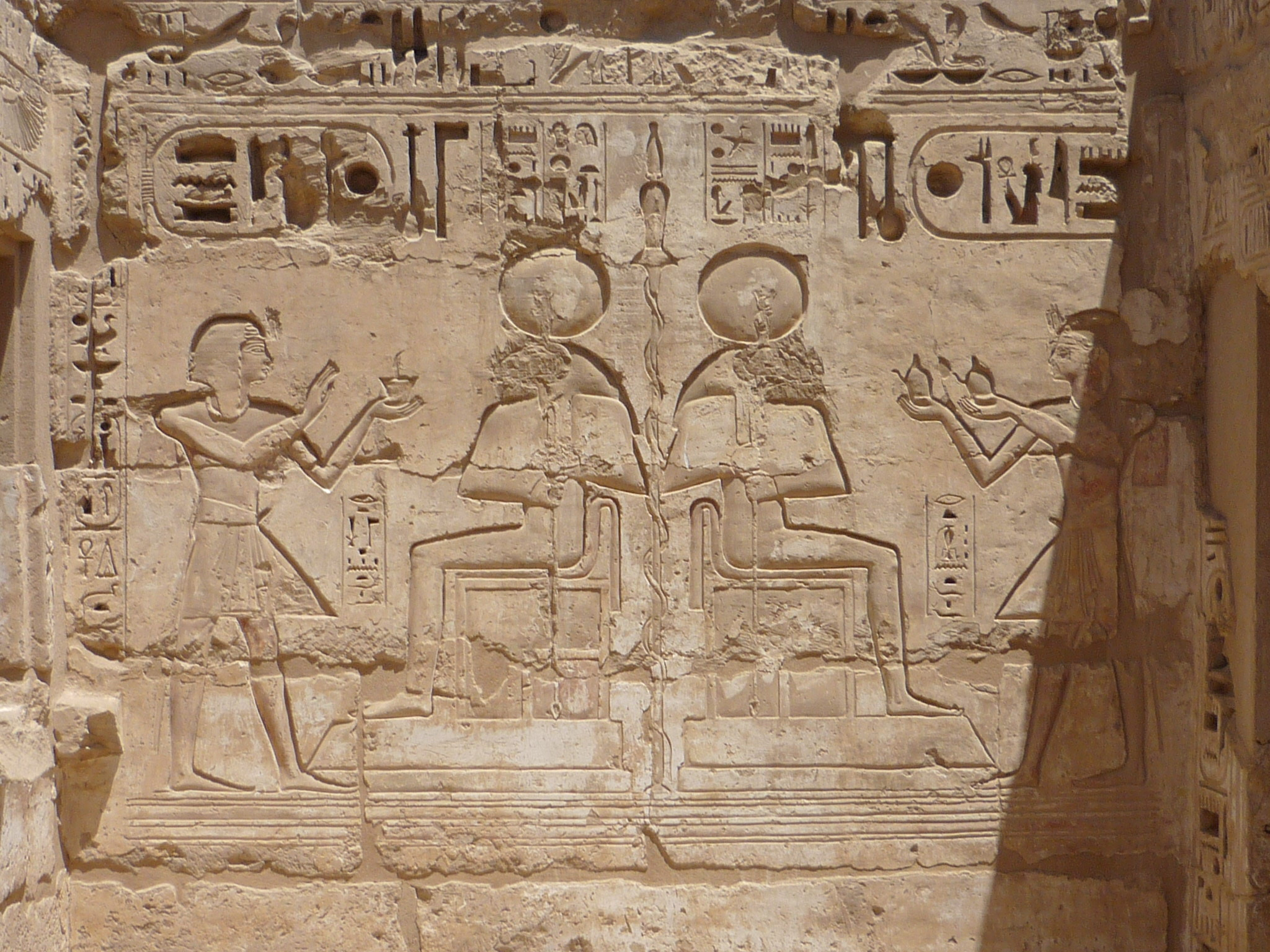
III. Ramszesz áldoz Ámon-Rének Medinet Habuban

Fontos szertartás volt a Maat bemutatása az isteneknek. Maat az igazság, a világrend istennője volt, azzal, hogy szobrocskáját a fáraó valamelyik főisten (az Újbirodalom idején főleg Ámon, Ré és Ptah) felé nyújtotta, kinyilvánította, hogy fenntartja a rendet az országban.
Egyiptomban számos ünnepet ünnepeltek meg évente, az Újbirodalom idején már hatvanat. Ezek egy részét az egész ország megünnepelte, mások helyi istenségekhez kötődtek, de még így is tudni a római korból egy faluról, amelyben 150 ünnep volt évente. Ezek nagy részét valószínűleg csak templomi szertartásokkal ünnepelték meg, a nép nem vett részt bennük.
Az utazóünnepek során az isten kultuszszobra elhagyta szentélyét. A völgy gyönyörű ünnepe a halottkultusszal állt kapcsolatban, ekkor Ámon bárkája a thébai halotti templomokat látogatta végig a Nílus mentén a thébai hármasság másik két tagja, Mut és Honszu kíséretében. Az Opet-ünnepen Ámon és Mut szobra Karnakból Luxorba ment, hogy újra megünnepeljék házasságukat. Sok ünnep a megújulással, újjászületéssel állt kapcsolatban, például a denderai újévi szertartás, amikor Hathor istennő szobrát felvitték a templomtetőre, hogy a nap megújuló sugarai érjék, vagy a gyönyörű találkozás ünnepe, amikor az istennőt átvitték hitveséhez, az edfui Hóruszhoz, és a két isten együtt töltötte az éjszakát a templom születésházában.
Ünnepekkor gyakran áldoztak virágokat, a karnaki Ámon-templomban például évente több mint egymilliót.

## Papság

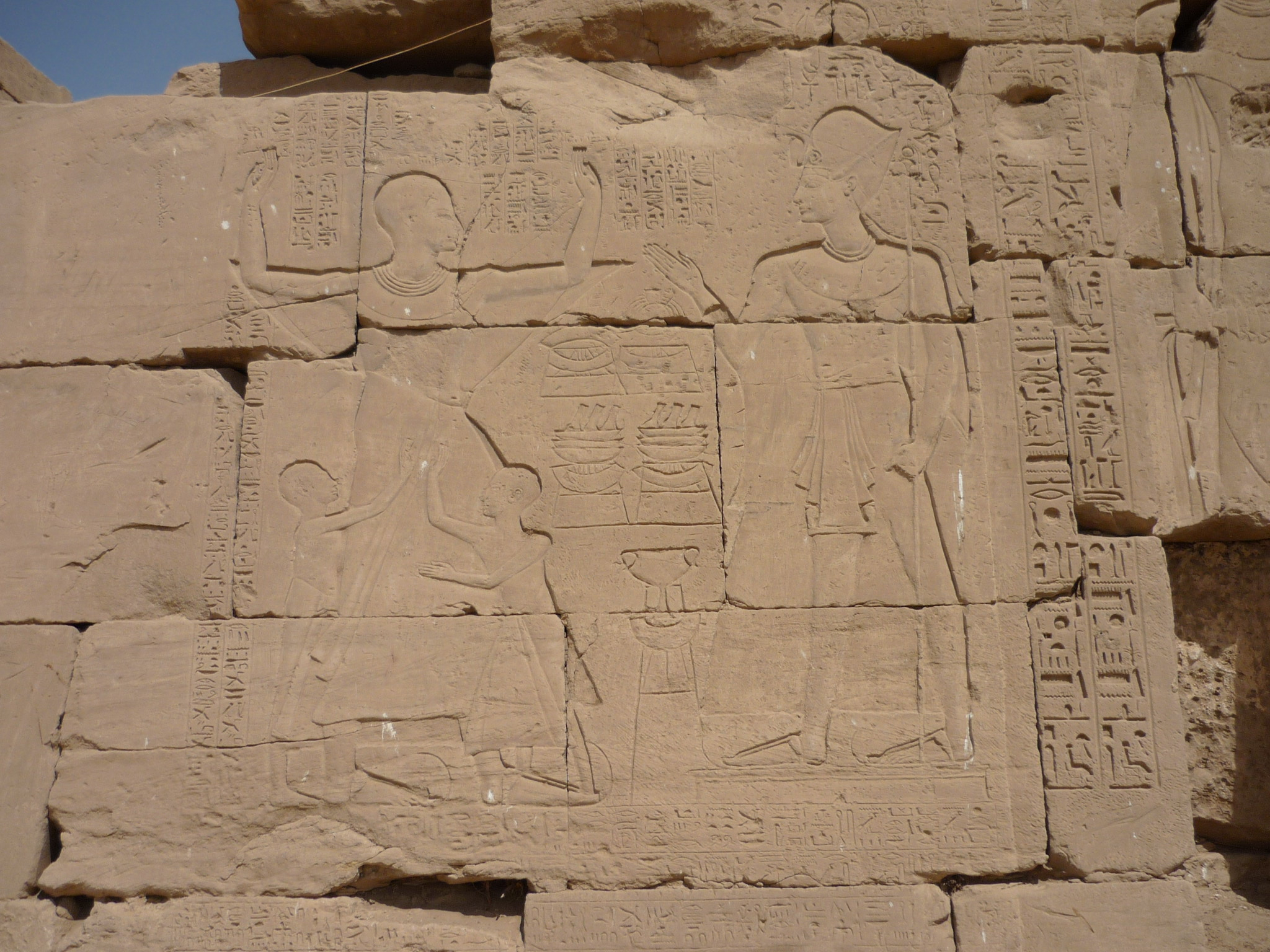
Az Újbirodalom végére Ámon papságának hatalma már akkorára nőtt, hogy Amenhotep főpapot itt ugyanabban a méretben ábrázolják, mint IX. Ramszeszt.

A papi hierarchia élén a főpap állt (hem netjer tepi: az isten első szolgája, szó szerint: az istenszolgák élén álló), az Újbirodalom idején további magas rangok voltak a közvetlenül a főpap után következő „az isten második/harmadik/negyedik prófétája” is. A nagyobb kultuszok főpapjainak gyakran speciális címe volt, ami az isten valamely jellemvonásával állt összefüggésben: Ré főpapja „a látók legnagyobbika”, Ptahé „a kézművesek legnagyobbika” volt. A főpapot gyakran a fáraó nevezte ki, de olyan is volt, hogy öröklődött a tisztség; a harmadik átmeneti korra, amikor Ámon főpapja gyakorlatilag a fáraóval egyenrangúként kormányozta Felső-Egyiptomot, már teljesen örökletessé vált.
A templomok papsága nagyjából két részre osztható: az istenszolgák (hem netjer) beléphettek a szentélybe is, a wab-papok (a wab szó tisztát jelent) nem, de ők más feladatokat is elláttak. A felolvasópapok (heri-heb) recitálták el a szertartásokon elmondandó szövegeket. A szem-papok a temetkezési kultuszban vettek részt, ők végezték például a szájmegnyitás szertartását. Az it netjer (isteni atya) címet eleinte a magasabb rangú papok viselték, később ugyanezzel a névvel az istenszolgák és a wab-papok közti szintet illették. Előfordult az is, hogy egy templomban részmunkaidőben, egymást váltva szolgáltak a papok, rendszerint négyhavonta egy hónapig.

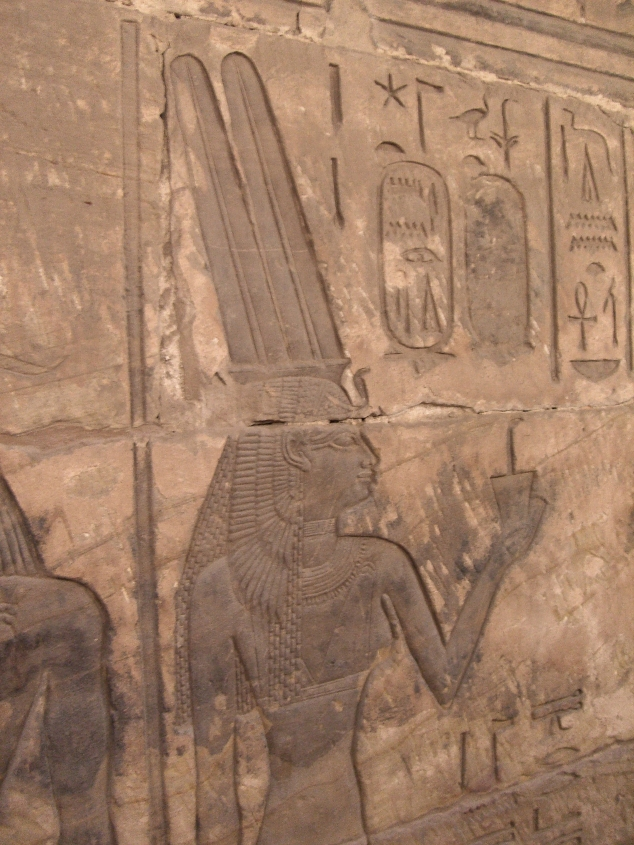
I. Amenirdisz, Ámon isteni felesége áldozatbemutatás közben

A papokon kívül a templomokban rengetegen álltak alkalmazásban, a templomi földeket művelő jobbágyok, a templom jószágait vigyázó pásztorok, az épületek karbantartásáért felelős kőművesek és ácsok, a mindenkit élelemmel ellátó pékek, mészárosok és sörfőzők, ezenkívül takácsok, kézművesek, írnokok, a szertartásokban részt vevő zenészek és énekesek. III. Ramszesz korában a három legnagyobb kultuszközpontnak összesen körülbelül százezer férfi alkalmazottja volt, ehhez még hozzászámolandók a nők, akik ebben a korban főleg énekesnőként vettek részt a kultuszban.
A nők szerepe a kultuszban valamennyire eltér a férfiakétól: az Óbirodalom idején az előkelő asszonyok közül sokan viseltek papnői címet (általában valamelyik női istenség szolgálatában), a Középbirodalomtól azonban egyre kevesebben vannak. Az Újbirodalom idején az énekesnőnek fordított semajet volt a leggyakoribb pozíció, melyeket nők betöltöttek, az Ámon énekesnője címet csaknem minden előkelő származású hölgy viselte, épp ezért nem tisztázott, közülük mennyien vettek ténylegesen részt a szertartásokon, ahogy az sem, az éneklésen és zenélésen kívül milyen feladatkört töltöttek még be. A főpapok feleségei és leányai gyakran kivették részüket a feladatokból. Ritkán, de előfordult, hogy nő töltötte be a második próféta szerepét (Ámonét, illetve Mutét), II. Pinedzsem egyik lánya pedig valószínűleg a szent szövegek másolásában vett részt.
A harmadik átmeneti korban tesz szert igazán nagy jelentőségre az Ámon isteni felesége cím, melyet gyakran az uralmon lévő fáraó egy leánya kapott meg. Ők olyan nagy hatalomra tettek szert a thébai térségben, hogy egy idő után már a korábban csak a fáraóknak járó előjogokra is igényt tartottak, például arra, hogy uralkodói nevet vehessenek fel és nevüket kártusba írják.

## Néhány egyiptomi építész
- Imhotep, az első ismert építész az első piramis mellett Dzsószer halotti templomát is megtervezte, emellett elképzelhető, hogy elsőként használt oszlopokat az építészetben.
- Ineni több fáraót is szolgált I. Amenhoteptől Hatsepszutig; a karnaki templom bővítésén dolgozott, többek közt I. Thotmesz oszlopcsarnokán.
- Szenenmut Hatsepszut alatt szolgált, ő tervezte a fáraónő Dejr el-Bahari-i teraszos templomát.
- Amenhotep, Hapu fia III. Amenhotep építkezéseit irányította, köztük a karnaki templomegyüttes bővítését, a luxori templom és III. Amenhotep halotti temploma építését. Ő hozatta a Héliopolisz közelében található Dzsu Deser bányából a ma Memnón-kolosszusok néven ismert két hatalmas kőszoborhoz való követ.
- Ameneminet és Penré a Ramesszeum, II. Ramszesz halotti temploma építészei voltak.